# Guilherme II da Alemanha
Guilherme II (em alemão:  Wilhelm II; Friedrich Wilhelm Viktor Albert; Frederico Guilherme Vítor Alberto; Berlim, 27 de janeiro de 1859 – Doorn, 4 de junho de 1941) foi o último Imperador da Alemanha e Rei da Prússia de 1888 até sua abdicação em 1918, que marcou o fim do Império Alemão, bem como o governo de 300 anos da Dinastia Hohenzollern na Prússia.
Nascido durante o reinado de seu tio-avô Frederico Guilherme IV da Prússia, Guilherme era filho do Príncipe Frederico Guilherme e Vitória, Princesa Real. Por parte de mãe, ele era o mais velho dos 42 netos da Rainha Vitória do Reino Unido. Em março de 1888, o pai de Guilherme, Frederico Guilherme, ascendeu aos tronos alemão e prussiano como Frederico III. Frederico morreu apenas 99 dias depois, e seu filho o sucedeu como Guilherme II.
Em março de 1890, o jovem Kaiser demitiu o antigo chanceler Otto von Bismarck e assumiu o controle direto sobre as políticas de sua nação, embarcando em um belicoso "Novo Rumo" para consolidar o status da Alemanha como uma das principais potências mundiais. Ao longo de seu reinado, o Império Colonial Alemão adquiriu novos territórios na China e no Pacífico (como a Baía de Kiauchau, as Ilhas Marianas do Norte e as Ilhas Carolinas) e se tornou o maior fabricante da Europa. No entanto, Guilherme frequentemente prejudicava esse progresso ao fazer declarações ameaçadoras e sem tato em relação a outros países sem antes consultar seus ministros. Da mesma forma, seu regime fez muito para se alienar de outras grandes potências ao iniciar um enorme reforço naval, contestando o controle francês do Marrocos e construindo uma ferrovia através de Bagdá, que desafiou o domínio da Grã-Bretanha no Golfo Pérsico. Na segunda década do século XX, a Alemanha só podia contar com nações significativamente mais fracas, como a Áustria-Hungria e o decadente Império Otomano, como aliados.
Apesar de fortalecer a posição da Alemanha como uma grande potência por meio da construção de uma marinha poderosa e da promoção da inovação científica dentro de suas fronteiras, as declarações públicas e a política externa errática de Guilherme antagonizaram enormemente a comunidade internacional e são consideradas por muitos como tendo contribuído substancialmente para a queda do Império Alemão. Em 1914, sua diplomacia temerária culminou na garantia de apoio militar da Alemanha à Áustria-Hungria durante a Crise de Julho, que mergulhou toda a Europa na Primeira Guerra Mundial. Um líder negligente em tempos de guerra, Guilherme deixou praticamente todas as decisões sobre estratégia e organização do esforço de guerra a cargo do Comando Supremo do Exército Alemão. Em agosto de 1916, essa ampla delegação de poder deu origem a uma ditadura militar de facto que dominou as políticas do país pelo resto do conflito. Apesar de sair vitoriosa sobre a Rússia e obter ganhos territoriais significativos na Europa Oriental, a Alemanha foi forçada a abrir mão de todas as suas conquistas após uma derrota decisiva na Frente Ocidental no outono de 1918.
Perdendo o apoio dos militares de seu país e de muitos de seus súditos, Guilherme foi forçado a abdicar durante a Revolução Alemã de 1918-1919, que converteu a Alemanha em um estado democrático instável conhecido como República de Weimar. Guilherme posteriormente fugiu para o exílio nos  Países Baixos, onde permaneceu durante a ocupação pela Alemanha Nazista em 1940, antes de morrer lá em 1941.

## Biografia

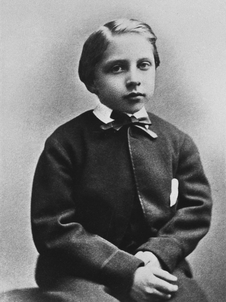
Guilherme em 1867, com 8 anos

Guilherme nasceu em Berlim em 27 de janeiro de 1859, no Palácio do Príncipe Herdeiro, filho de Vitória, Princesa Real ("Vicky") e do Príncipe Frederico Guilherme da Prússia ("Fritz", o futuro Frederico III). Sua mãe, Vicky, era a filha mais velha da Rainha Vitória do Reino Unido.  Na época do nascimento de Guilherme, seu tio-avô Frederico Guilherme IV era Rei da Prússia. Frederico Guilherme IV ficou permanentemente incapacitado por uma série de derrames, e seu irmão mais novo, Guilherme, avô do jovem príncipe, estava atuando como regente. O príncipe Guilherme era o mais velho dos 42 netos de seus avós maternos (Rainha Vitória e Príncipe Alberto). Após a morte de Frederico Guilherme IV em janeiro de 1861, o avô homônimo de Guilherme tornou-se rei, e Guilherme, com dois anos de idade, tornou-se o segundo na linha de sucessão ao trono prussiano. Depois de 1871, Guilherme também se tornou o segundo na linha de sucessão do recém-criado Império Alemão, que, de acordo com a constituição do Império Alemão, era governado pelo rei prussiano. Na época de seu nascimento, ele também era o sexto na linha de sucessão ao trono britânico, depois de seus tios maternos e de sua mãe.

### Parto traumático
Pouco antes da meia-noite de 26 de janeiro de 1859, a princesa Vicky sentiu dores de parto, seguidas pela ruptura da bolsa d'água, após o que August Wegner, o médico pessoal da família, foi chamado.  Ao examinar Vicky, Wegner percebeu que a criança estava na posição pélvica; o ginecologista Eduard Arnold Martin foi então chamado, chegando ao palácio às 10h do dia 27 de janeiro. Depois de administrar ipecacuanha e prescrever uma dose leve de clorofórmio, que foi administrada pelo médico pessoal de Vicky, Sir James Clark, Martin avisou Fritz que a vida do feto estava em perigo. Como a anestesia suave não aliviou suas dores extremas de parto, resultando em seus "gritos e gemidos horríveis", Clark finalmente administrou anestesia completa.  Observando que suas contrações não eram suficientemente fortes, Martin administrou uma dose de extrato de ergot e, às 14h45, viu as nádegas do bebê emergindo do canal de parto, mas percebeu que o pulso no cordão umbilical estava fraco e intermitente. Apesar deste sinal perigoso, Martin ordenou uma nova dose pesada de clorofórmio, para poder manipular melhor a criança.  Observando as pernas do bebê levantadas para cima, e seu braço esquerdo também levantado para cima e atrás da cabeça, Martin "afastou cuidadosamente as pernas do príncipe".  Devido à "estreiteza do canal de parto", ele puxou à força o braço esquerdo para baixo, rompendo o plexo braquial, e continuou a agarrar o braço esquerdo para girar o tronco do bebê e liberar o braço direito, provavelmente agravando a lesão.  Após completar o parto, e apesar de perceber que o príncipe recém-nascido estava hipóxico, Martin voltou sua atenção para Vicky inconsciente.  Percebendo depois de alguns minutos que o recém-nascido permanecia em silêncio, Martin e a parteira Fräulein Stahl trabalharam freneticamente para reanimar o príncipe; finalmente, apesar da desaprovação dos presentes, Stahl espancou o recém-nascido vigorosamente até que "um grito fraco escapou de seus lábios pálidos". 
As avaliações médicas modernas concluíram que o estado hipóxico de Guilherme ao nascer, devido ao parto pélvico e à alta dosagem de clorofórmio, deixou-o com danos cerebrais mínimos a leves, que se manifestaram em seu comportamento hiperativo e errático subsequente, capacidade de atenção limitada e habilidades sociais prejudicadas.  A lesão no plexo braquial resultou na paralisia de Erb, que deixou Guilherme com o braço esquerdo atrofiado, cerca de 15cm mais curto que o direito. Ele tentou, com algum sucesso, esconder isso; muitas fotografias o mostram segurando um par de luvas brancas na mão esquerda para fazer o braço parecer mais longo. Em outras, ele segura a mão esquerda com a direita, segura o braço incapacitado no punho de uma espada ou segura uma bengala para dar a ilusão de um membro útil em um ângulo digno. Os historiadores sugeriram que essa deficiência afetou seu desenvolvimento emocional. 

### Infância

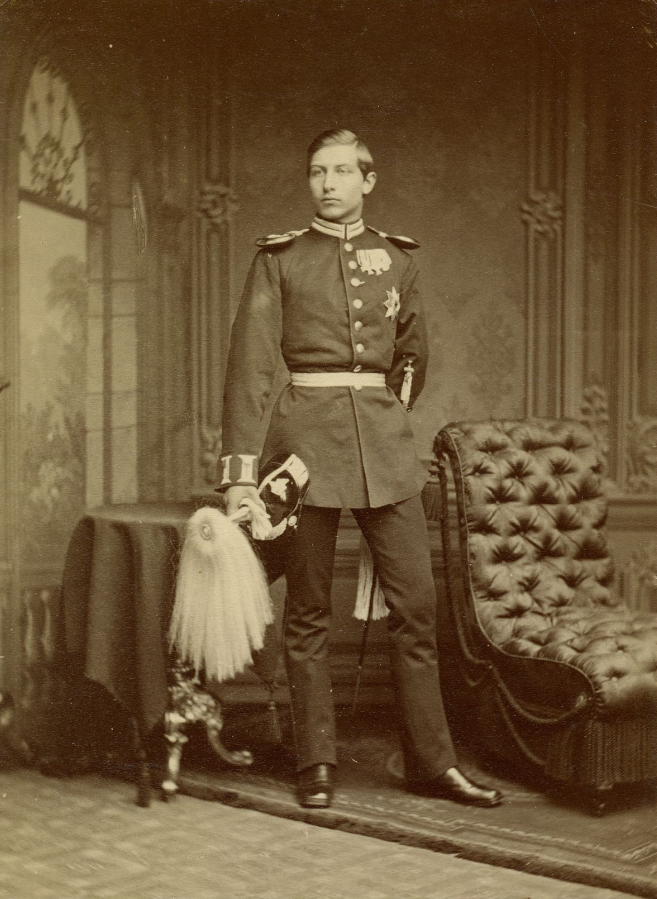
Príncipe Guilherme quando era estudante aos 18 anos em Kassel.

Em 1863, Guilherme foi levado para a Inglaterra para estar presente no casamento de seu tio Alberto e da princesa Alexandra da Dinamarca (mais tarde rei Eduardo VII e rainha Alexandra). Guilherme compareceu à cerimônia com um traje típico das Terras Altas, acompanhado de um pequeno punhal de brinquedo. Durante a cerimônia, a criança de quatro anos ficou inquieta. Seu tio de 18 anos, o príncipe Alfredo, encarregado de vigiá-lo, disse-lhe para ficar quieto, mas Guilherme sacou sua adaga e ameaçou Alfredo. Quando Alfred tentou subjugá-lo à força, Guilherme o mordeu na perna. A sua avó, a Rainha Vitória, não viu a confusão; para ela, Guilherme permaneceu "uma criança inteligente, querida e boazinha, a grande favorita da minha amada Vicky". 
Vicky estava obcecada com o braço machucado do filho, culpando-se pela deficiência da criança e insistia que ele se tornasse um bom cavaleiro. A ideia de que Guilherme, como herdeiro do trono, não pudesse cavalgar era intolerável para ela. As aulas de equitação começaram quando Guilherme tinha oito anos e eram uma questão de resistência para ele. Repetidamente, o príncipe choroso foi colocado em seu cavalo e obrigado a percorrer os passos. Ele caiu várias vezes, mas, apesar das lágrimas, foi colocado de costas novamente. Depois de semanas assim, ele finalmente conseguiu manter o equilíbrio. 
Guilherme, desde os seis anos de idade, foi orientado e fortemente influenciado pelo professor Georg Ernst Hinzpeter, de 39 anos.  "Hinzpeter", escreveu ele mais tarde, "era realmente um bom sujeito. Não ouso decidir se ele era o tutor certo para mim. Os tormentos que me foram infligidos, nesta cavalgada, devem ser atribuídos à minha mãe." 
Quando adolescente, Guilherme foi educado em Kassel, no Friedrichsgymnasium. Em janeiro de 1877, Guilherme concluiu o ensino médio e, em seu décimo oitavo aniversário, recebeu de presente de sua avó a Ordem da Jarreteira. Depois de Kassel, ele passou quatro períodos na Universidade de Bonn, estudando direito e política. Tornou-se membro exclusivo do Corpo Borussia Bonn.  Guilherme possuía uma inteligência ágil, mas isso era frequentemente ofuscado por um temperamento rabugento.
Como descendente da casa real de Hohenzollern, Guilherme foi exposto desde cedo à sociedade militar da aristocracia prussiana. Isso teve um grande impacto sobre ele e, quando adulto, Guilherme raramente era visto sem uniforme. A cultura militar hipermasculina da Prússia nesse período contribuiu muito para moldar seus ideais políticos e relacionamentos pessoais.
Guilherme tinha admiração por seu pai, cujo status como herói das guerras de unificação foi em grande parte responsável pela atitude do jovem Guilherme, assim como as circunstâncias em que ele foi criado; o contato emocional próximo entre pai e filho não era incentivado. Mais tarde, ao entrar em contato com os oponentes políticos do príncipe herdeiro, Guilherme passou a adotar sentimentos mais ambivalentes em relação ao pai, percebendo a influência da mãe de Guilherme sobre uma figura que deveria possuir independência e força masculinas. Guilherme também idolatrava seu avô, Guilherme I, e foi fundamental em tentativas posteriores de promover um culto ao primeiro imperador alemão como "Guilherme, o Grande".  No entanto, ele tinha um relacionamento distante com sua mãe.
Guilherme resistiu às tentativas de seus pais, especialmente de sua mãe, de educá-lo no espírito do liberalismo britânico. Em vez disso, ele concordou com o apoio de seus tutores ao governo autocrático e gradualmente se tornou completamente "prussianizado" sob sua influência. Assim, ele se afastou dos pais, suspeitando que eles colocavam os interesses da Grã-Bretanha em primeiro lugar. O imperador alemão, Guilherme I, viu seu neto crescer até a idade adulta, guiado principalmente pela princesa herdeira Vitória. Quando Guilherme estava se aproximando dos 21 anos, o Imperador decidiu que era hora de seu neto começar a fase militar de preparação para o trono. Ele foi designado como tenente do Primeiro Regimento de Guardas de Infantaria, estacionado em Potsdam. “Na Guarda”, disse Guilherme, “eu realmente encontrei minha família, meus amigos, meus interesses — tudo o que eu tinha até então tive que abrir mão”. Quando menino e estudante, suas maneiras eram educadas e agradáveis; como oficial, ele começou a se pavonear e falar bruscamente no tom que considerava apropriado para um oficial prussiano. 
Quando Guilherme tinha pouco mais de vinte anos, o chanceler Otto von Bismarck tentou separá-lo de seus pais, que se opunham a Bismarck e suas políticas, com algum sucesso. Bismarck planejou usar o jovem príncipe como uma arma contra seus pais para manter seu domínio político. Guilherme desenvolveu então um relacionamento disfuncional com seus pais, mas especialmente com sua mãe inglesa. Num desabafo em abril de 1889, Guilherme insinuou com raiva que "um médico inglês matou o meu pai, e um médico inglês aleijou-me o braço - o que é culpa da minha mãe", que não permitiu que nenhum médico alemão a tratasse nem a si nem à sua família imediata. 
Quando jovem, Guilherme apaixonou-se por uma de suas primas maternas, a princesa Isabel de Hesse-Darmstadt. Ela o rejeitou e, com o tempo, casou-se com um membro da família imperial russa. Em 1880, Guilherme ficou noivo da princesa Vitória de Eslésvico-Holsácia, conhecida como "Dona". O casal se casou em 27 de fevereiro de 1881, e o casamento durou 40 anos até a morte dela em 1921. Entre 1882 e 1892, Augusta deu à luz sete filhos a Guilherme, seis meninos e uma menina. 
A partir de 1884, Bismarck começou a defender que o Kaiser Guilherme enviasse seu neto em missões diplomáticas, um privilégio negado ao príncipe herdeiro. Naquele ano, o príncipe Guilherme foi enviado à corte do czar Alexandre III da Rússia, em São Petersburgo, para participar da cerimônia de maioridade do czarevich Nicolau, de 16 anos. O comportamento de Guilherme não fez muito para agradar ao czar. Dois anos depois, o Kaiser Guilherme I levou o Príncipe Guilherme em uma viagem para se encontrar com o Imperador Francisco José I da Áustria-Hungria. Em 1886, também, graças a Herbert von Bismarck, filho do chanceler, o príncipe Guilherme começou a ser treinado duas vezes por semana no Ministério das Relações Exteriores.

## Ascensão ao trono
O Kaiser Guilherme I morreu em Berlim em 9 de março de 1888, e o pai do Príncipe Guilherme ascendeu ao trono como Frederico III. Ele já estava com um câncer incurável na garganta e passou todos os 99 dias de seu reinado lutando contra a doença antes de morrer. Em 15 de junho do mesmo ano, seu filho de 29 anos o sucedeu como imperador alemão e rei da Prússia. 
Embora em sua juventude tenha sido um grande admirador de Otto von Bismarck, a impaciência característica de Guilherme logo o colocou em conflito com o "Chanceler de Ferro", a figura dominante na fundação de seu império. O novo imperador se opôs à cuidadosa política externa de Bismarck, preferindo uma expansão rápida e vigorosa para proteger o "lugar ao sol" da Alemanha. Além disso, o jovem imperador chegou ao trono, diferentemente de seu avô, determinado a governar e reinar. Embora a constituição imperial conferisse poder executivo ao monarca, Guilherme I se contentou em deixar a administração diária para Bismarck. Os primeiros conflitos entre Guilherme II e seu chanceler logo envenenaram o relacionamento entre os dois homens. Bismarck acreditava que Guilherme era um peso-leve que poderia ser dominado e demonstrou crescente desrespeito pelos objetivos políticos favorecidos por Guilherme no final da década de 1880. A divisão final entre monarca e estadista ocorreu logo após uma tentativa de Bismarck de implementar leis antissocialistas de longo alcance no início de 1890. 

## Demissão de Bismarck

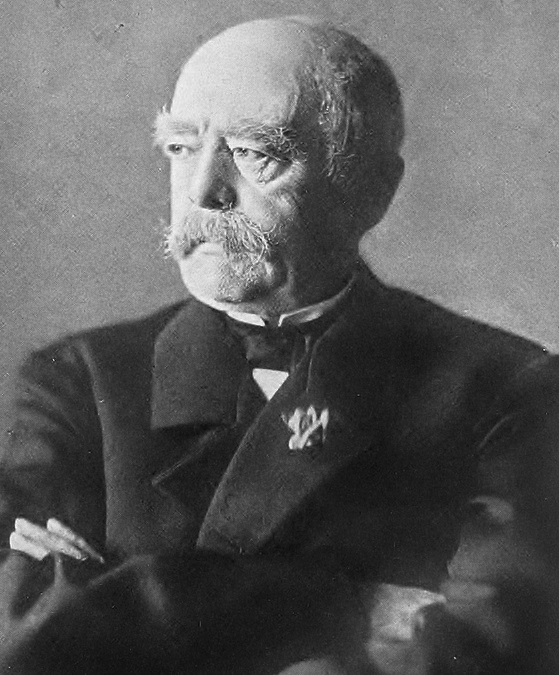
Otto von Bismarck, o chanceler que dominou a formulação de políticas alemãs até Guilherme II assumir o trono em 1888

De acordo com os adeptos do "mito de Bismarck", o jovem Kaiser rejeitou a suposta "política externa pacífica" do Chanceler de Ferro e, em vez disso, conspirou com generais seniores para trabalhar "em favor de uma guerra de agressão". O próprio Bismarck queixou-se uma vez a um assessor: "Aquele jovem quer guerra com a Rússia e gostaria de desembainhar a espada imediatamente, se pudesse. Não serei parte disso." 
Mas a origem da demissão de Bismarck está nos assuntos internos. Depois de obter a maioria absoluta no Reichstag, ele formou o Kartell, um governo de coalizão do Partido Conservador Alemão e do Partido Liberal Nacional. Eles eram a favor de tornar as leis antissocialistas permanentes, com uma exceção: dar à polícia alemã o poder, de forma semelhante à Okhrana czarista, de expulsar supostos agitadores socialistas de suas casas por decreto e para o exílio interno. Até mesmo o velho estadista liberal Eugen Richter, autor do famoso romance distópico de 1891, Imagens do Futuro Socialista, opôs-se totalmente à proibição do Partido Social-Democrata e disse: "Temo mais a social-democracia com esta lei do que sem ela". O Kartell se dividiu sobre essa questão e a lei não foi aprovada.
À medida que o debate prosseguia, Guilherme se interessou cada vez mais pelos problemas sociais explorados na propaganda dos socialistas, especialmente o tratamento dado aos mineiros que entraram em greve em 1889. Ele frequentemente discordava de Bismarck durante as reuniões do Gabinete. Bismarck, por sua vez, discordou fortemente das políticas pró-sindicatos de Guilherme e trabalhou para contorná-las. Bismarck, sentindo-se desvalorizado pelo jovem imperador e por seus ambiciosos conselheiros, certa vez se recusou a assinar uma proclamação referente à proteção dos trabalhadores industriais, conforme exigido pela Constituição alemã, e impediu que ela se tornasse lei. Embora Bismarck já tivesse patrocinado uma legislação histórica sobre previdência social, por volta de 1889-90 ele se opôs violentamente à ascensão do trabalho organizado. Em particular, ele se opunha a aumentos salariais, à melhoria das condições de trabalho e à regulamentação das relações trabalhistas.
A ruptura final entre o Chanceler de Ferro e o Kaiser ocorreu quando Bismarck iniciou discussões com a oposição para formar uma nova maioria parlamentar sem consultar Guilherme primeiro. O Kartell, o governo de coalizão mutável que Bismarck conseguiu manter desde 1867, finalmente perdeu a maioria de suas cadeiras no Reichstag devido ao fiasco das Leis Antissocialistas. Os poderes restantes no Reichstag eram o Partido do Centro Católico e o Partido Conservador.
Na maioria dos sistemas parlamentares, o chefe de governo depende da confiança da maioria parlamentar e tem o direito de formar coligações para manter a maioria dos apoiadores. Em uma monarquia constitucional, no entanto, o chanceler é obrigado a se reunir regularmente com o monarca para explicar suas políticas e intenções dentro do governo. Um chanceler em uma monarquia constitucional também não pode se dar ao luxo de ter como inimigo o monarca, que representa o único verdadeiro controle e equilíbrio contra o poder absoluto do chanceler. Isso ocorre porque um monarca constitucional tem muitos meios à disposição para bloquear discretamente os objetivos políticos de um chanceler e é uma das poucas pessoas que podem remover à força um chanceler excessivamente ambicioso do poder. Por essas razões, o último Kaiser acreditava que tinha todo o direito de ser informado antes que Bismarck iniciasse as negociações de coalizão com a oposição.
Num momento profundamente irónico, apenas uma década depois de demonizar todos os membros da Igreja Católica na Alemanha como (em alemão: Reichsfeinde, "traidores do Império") durante o Kulturkampf, Bismarck decidiu iniciar negociações de coalizão com o Partido do Centro, totalmente católico. Ele convidou o líder do partido no Reichstag, o Barão Ludwig von Windthorst, para se reunir com ele e iniciar as negociações. O Kaiser, que sempre teve uma relação calorosa com o Barão von Windthorst, cuja defesa de décadas dos católicos alemães, polacos, judeus e outras minorias contra o Chanceler de Ferro atraiu comparações com os estadistas nacionalistas irlandeses Daniel O'Connell e Charles Stewart Parnell, ficou furioso ao ouvir sobre os planos de Bismarck para as negociações de coligação com o Partido do Centro, apenas depois de já terem começado. 
Após uma discussão acalorada na propriedade de Bismarck sobre o suposto desrespeito deste último pela Família Imperial, Guilherme saiu furioso. Bismarck, forçado pela primeira vez em sua carreira a uma crise que ele não podia manipular em seu próprio benefício, escreveu uma carta de renúncia contundente, condenando o envolvimento da Monarquia na política externa e interna. A carta foi publicada somente após a morte de Bismarck. 
Anos mais tarde, Bismarck criou o "mito de Bismarck"; a visão (que alguns historiadores argumentaram ter sido confirmada por eventos subsequentes) de que a demanda bem-sucedida de Guilherme II pela renúncia de Bismarck destruiu qualquer chance que a Alemanha Imperial tivesse de um governo estável e de paz internacional. De acordo com essa visão, o que Guilherme chamou de "O Novo Rumo" é caracterizado como o navio de guerra da Alemanha saindo perigosamente do curso, levando diretamente à carnificina da Primeira e Segunda Guerras Mundiais.

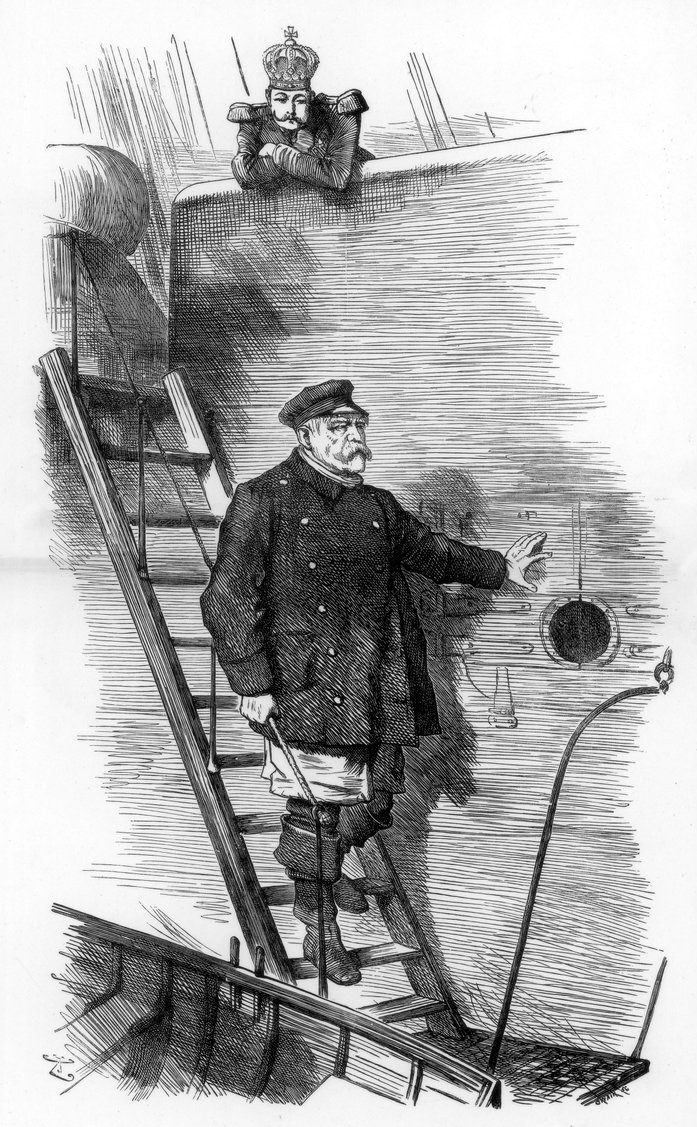
"Soltando o piloto" de John Tenniel, publicado em Punch em 29 de março de 1890, duas semanas após a renúncia forçada de Bismarck como chanceler

Segundo os apologistas de Bismarck, na política externa o Chanceler de Ferro havia alcançado um frágil equilíbrio de interesses entre Alemanha, França e Rússia. A paz estava supostamente próxima e Bismarck tentou mantê-la assim, apesar do crescente sentimento popular contra a Grã-Bretanha (em relação ao império colonial alemão) e especialmente contra a Rússia. Com a demissão de Bismarck, os russos supostamente esperavam uma reversão da política em Berlim, então eles rapidamente negociaram uma aliança militar com a Terceira República Francesa, iniciando um processo que em 1914 isolou em grande parte a Alemanha. 
Em contraste, o historiador Modris Eksteins argumentou que a demissão de Bismarck já deveria ter ocorrido há muito tempo. Segundo Eksteins, o Chanceler de Ferro, em sua necessidade de um bode expiatório, demonizou os liberais clássicos na década de 1860, os católicos romanos na década de 1870 e os socialistas na década de 1880 com o refrão de grande sucesso e frequentemente repetido: "O Reich está em perigo". Portanto, para dividir e governar, Bismarck acabou deixando o povo alemão ainda mais dividido em 1890 do que jamais havia estado antes de 1871.
Em entrevistas com C.L. Sulzberger para o livro A Queda das Águias, o Príncipe Luís Fernando da Prússia, neto e herdeiro do Kaiser Guilherme II, comentou ainda: "Bismarck foi certamente o nosso maior estadista, mas tinha péssimas maneiras e tornou-se cada vez mais autoritário com a idade. Francamente, não acho que a sua demissão pelo meu avô tenha sido uma grande tragédia. A Rússia já estava do outro lado por causa do Congresso de Berlim de 1878. Se Bismarck tivesse ficado, não teria ajudado. Ele já queria abolir todas as reformas que tinham sido introduzidas. Ele aspirava a estabelecer uma espécie de Xogunato e esperava tratar a nossa família da mesma forma que os xoguns japoneses tratavam os imperadores japoneses isolados em Quioto. O meu avô não teve outra escolha senão demiti-lo."

## Guilherme no controle

### O Novo Curso
Bismarck foi sucedido como Chanceler da Alemanha e Ministro-Presidente da Prússia por Leo von Caprivi. Na abertura do Reichstag, em 6 de Maio de 1890, o Kaiser declarou que a questão mais premente era o alargamento do projeto de lei relativo à protecção do trabalhador.  Em 1891, o Reichstag aprovou as Leis de Proteção aos Trabalhadores, que melhoraram as condições de trabalho, protegeram mulheres e crianças e regulamentaram as relações trabalhistas.
Caprivi, por sua vez, foi substituído por Chlodwig von Hohenlohe-Schillingsfürst em 1894. Após a demissão de Hohenlohe em 1900, Guilherme nomeou o homem que ele considerava "seu próprio Bismarck", Bernhard von Bülow.
Ao nomear Caprivi e depois Hohenlohe, Guilherme estava embarcando no que ficou conhecido na história como "o Novo Curso", no qual esperava exercer influência decisiva no governo do império. Há um debate entre historiadores  quanto ao grau preciso em que Guilherme teve sucesso na implementação do "governo pessoal" nesta era, mas o que está claro é a dinâmica muito diferente que existia entre a Coroa e seu principal servidor político (o Chanceler) na "Era Guilhermina". Esses chanceleres eram altos funcionários públicos e não políticos-estadistas experientes como Bismarck. Guilherme queria impedir o surgimento de outro Chanceler de Ferro, a quem ele detestava por ser "um velho chato e grosseiro" que não permitia que nenhum ministro visse o Imperador, exceto em sua presença, mantendo um controle absoluto sobre o poder político efetivo. Após sua aposentadoria forçada e até o dia de sua morte, Bismarck se tornou um crítico amargo das políticas de Guilherme, mas sem ganhar o apoio da maioria no Reichstag, havia pouca chance de Bismarck exercer uma influência decisiva na política.
No início do século XX, Guilherme começou a se concentrar em sua verdadeira agenda: a criação de uma Marinha Alemã que rivalizasse com a Britânica e permitisse que a Alemanha se declarasse uma potência mundial. O último Kaiser ordenou que o alto comando das forças armadas lesse o livro do almirante da Marinha dos Estados Unidos Alfred Thayer Mahan, A Influência do Poder Marítimo na História, e passou horas desenhando esboços dos navios que ele sonhava em construir. Bülow e Bethmann Hollweg, seus leais chanceleres, cuidavam dos assuntos internos, enquanto Guilherme, sem perceber, começou a espalhar alarme nas chancelarias da Europa com suas declarações cada vez mais excêntricas e imprudentes sobre assuntos estrangeiros.

### Promotor de artes e ciências
Guilherme promoveu com entusiasmo as artes e as ciências, bem como a educação pública e o bem-estar social. Ele patrocinou a Sociedade Kaiser Guilherme para a promoção da pesquisa científica; ela foi financiada por ricos doadores privados e pelo estado e compreendia vários institutos de pesquisa em ciências puras e aplicadas. A Academia Prussiana de Ciências não conseguiu evitar a pressão do Kaiser e perdeu parte da sua autonomia quando foi forçada a incorporar novos programas em engenharia e a conceder novas bolsas em ciências da engenharia como resultado de uma doação do Kaiser em 1900. 
Guilherme apoiou os modernizadores enquanto eles tentavam reformar o sistema prussiano de educação secundária, que era rigidamente tradicional, elitista, politicamente autoritário e inalterado pelo progresso nas ciências naturais. Como Protetor hereditário da Ordem de São João, ele ofereceu incentivo às tentativas da ordem cristã de colocar a medicina alemã na vanguarda da prática médica moderna por meio de seu sistema de hospitais, irmandades de enfermagem, escolas de enfermagem e casas de repouso em todo o Império Alemão. Guilherme continuou como Protetor da Ordem mesmo depois de 1918, já que o cargo estava essencialmente vinculado ao chefe da Casa de Hohenzollern.  

## Personalidade

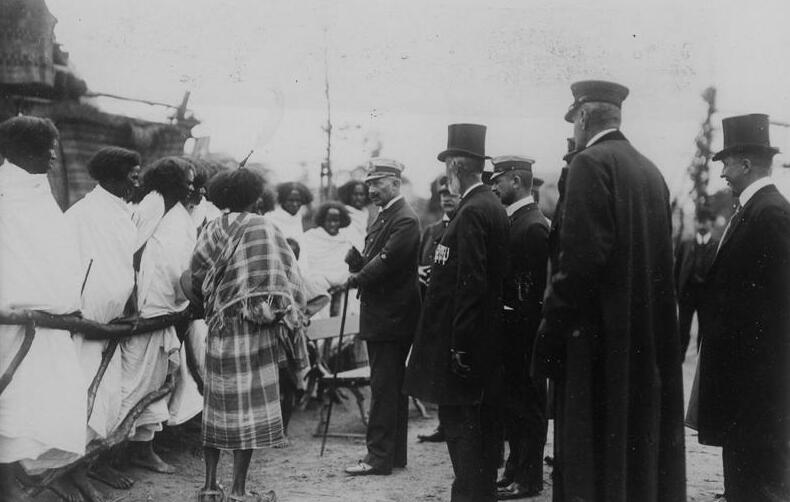
Guilherme conversando com etíopes no Tierpark Hagenbeck em Hamburgo em 1909

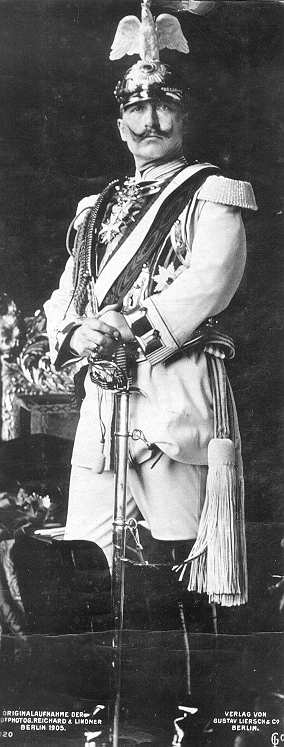
Guilherme se entregando à sua famosa apreciação por uniformes extravagantes

Os historiadores frequentemente enfatizam o papel da personalidade de Guilherme na formação de seu reinado. Assim, Thomas Nipperdey conclui que ele era: 
| “ | ...talentoso, com uma compreensão rápida, às vezes brilhante, com um gosto pelo moderno — tecnologia, indústria, ciência — mas ao mesmo tempo superficial, apressado, inquieto, incapaz de relaxar, sem nenhum nível mais profundo de seriedade, sem nenhum desejo de trabalho duro ou motivação para ver as coisas até o fim, sem nenhum senso de sobriedade, de equilíbrio e limites, ou mesmo de realidade e problemas reais, incontrolável e dificilmente capaz de aprender com a experiência, desesperado por aplausos e sucesso — como Bismarck disse no início de sua vida, ele queria que todos os dias fossem seu aniversário — romântico, sentimental e teatral, inseguro e arrogante, com uma autoconfiança imensuravelmente exagerada e desejo de se exibir, um cadete juvenil, que nunca tirava o tom da bagunça dos oficiais de sua voz e queria descaradamente desempenhar o papel do supremo senhor da guerra, cheio de medo e pânico de uma vida monótona sem nenhuma diversão e, ainda assim, sem objetivo, patológico em seu ódio contra sua mãe inglesa. | ” |

O historiador David Fromkin afirma que Guilherme tinha uma relação de amor e ódio com a Grã-Bretanha.  De acordo com Fromkin, "Desde o início, o lado meio alemão dele estava em guerra com o lado meio inglês. Ele tinha ciúmes dos britânicos, desejando ser britânico e ser melhor em ser britânico do que os britânicos eram, enquanto ao mesmo tempo os odiava e se ressentia deles porque nunca poderia ser totalmente aceito por eles". 
Langer et al. (1968) enfatizam as consequências internacionais negativas da personalidade errática de Guilherme: “Ele acreditava na força e na ‘sobrevivência do mais apto’ tanto na política interna como externa.... William não carecia de inteligência, mas também de estabilidade, disfarçando suas profundas inseguranças com arrogância e palavras duras. Ele frequentemente caía em depressões e histeria.... A instabilidade pessoal de Guilherme refletia-se em vacilações políticas. Suas ações, tanto em casa quanto no exterior, careciam de orientação e, portanto, frequentemente confundiam ou enfureciam a opinião pública. Ele não estava tão preocupado em atingir objetivos específicos, como acontecera com Bismarck, mas em afirmar sua vontade. Essa característica no governante da principal potência continental foi uma das principais causas da inquietação que prevalecia na Europa na virada do século". 

### Relações com parentes estrangeiros

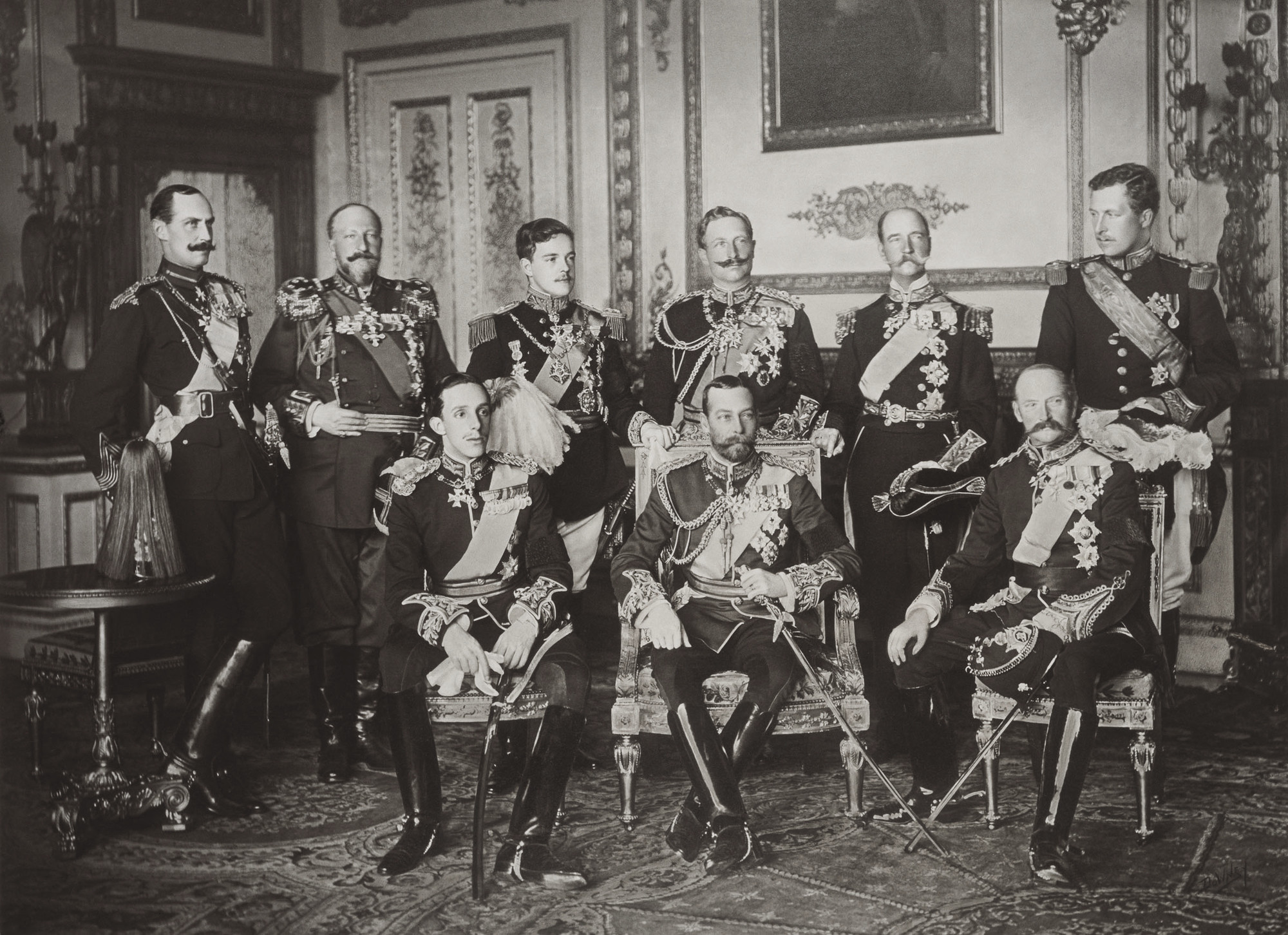
Os Nove Soberanos em Windsor para o funeral do Rei Eduardo VII, fotografados em 20 de maio de 1910. Em pé, da esquerda para a direita: Rei Haakon VII da Noruega, Czar Fernando I da Bulgária, Rei Manuel II de Portugal, Kaiser Guilherme II da Alemanha, Reis Jorge I da Grécia e Alberto I da Bélgica. Sentados, da esquerda para a direita: os reis Alfonso XIII da Espanha, Jorge V do Reino Unido e Frederico VIII da Dinamarca.

Como neto da Rainha Vitória, Guilherme era primo de primeiro grau do Rei Jorge V do Reino Unido, bem como das rainhas Maria da Romênia, Maud da Noruega, Vitória Eugênia da Espanha e da Imperatriz Alexandra da Rússia. Em 1889, a irmã mais nova de Guilherme, Sofia, casou-se com Constantino, Príncipe Herdeiro da Grécia. Guilherme ficou furioso com a conversão de sua irmã do luteranismo para a ortodoxia grega; após seu casamento, ele tentou proibi-la de entrar na Alemanha.
Os relacionamentos mais contenciosos de Guilherme eram com seus parentes britânicos. Ele ansiava pela aceitação de sua avó, a Rainha Vitória, e do resto de sua família. Apesar de sua avó o tratar com cortesia e tato, seus outros parentes negaram-lhe aceitação. Ele tinha um relacionamento especialmente ruim com seu tio Bertie (mais tarde Eduardo VII). Entre 1888 e 1901, Guilherme ressentiu-se de Bertie, que apesar de ser o herdeiro aparente do trono britânico, tratou Guilherme não como um monarca reinante, mas apenas como outro sobrinho. Por sua vez, Guilherme frequentemente desprezava o seu tio, a quem se referia como "o velho pavão" e exercia sobre ele a sua posição de imperador. A partir da década de 1890, Guilherme fez visitas à Inglaterra para a Cowes Week na Ilha de Wight e frequentemente competia contra seu tio em corridas de iate. A esposa de Bertie, Alexandra, também não gostava de Guilherme. Embora Guilherme não estivesse no trono na época, Alexandra sentiu raiva pela tomada prussiana de Eslésvico-Holsácia de sua Dinamarca natal na década de 1860 e também ficou irritada com o tratamento de Guilherme à sua mãe. Apesar de suas relações precárias com seus parentes ingleses, quando recebeu a notícia de que a Rainha Vitória estava morrendo em Osborne House em janeiro de 1901, Guilherme viajou para a Inglaterra e estava ao lado dela quando ela morreu, e ele permaneceu para o funeral. Ele também esteve presente no funeral do Rei Eduardo VII em 1910.
Em 1913, Guilherme organizou um casamento luxuoso em Berlim para sua única filha, Vitória Luísa. Entre os convidados do casamento estavam seus primos, o czar Nicolau II da Rússia e o rei Jorge V do Reino Unido, e a esposa de Jorge, a rainha Maria.

## Relações exteriores

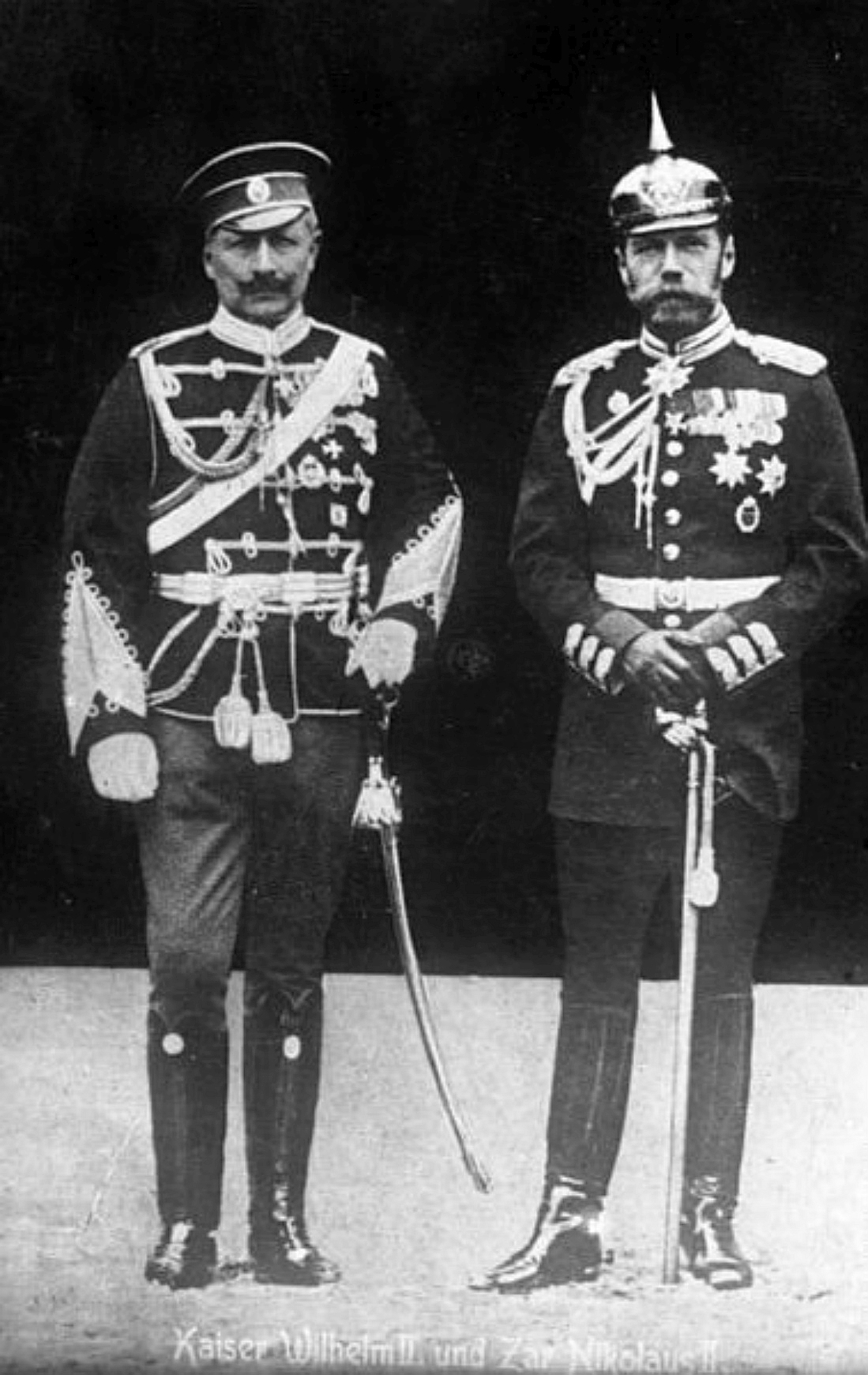
Guilherme com Nicolau II da Rússia em 1905, vestindo os uniformes militares dos exércitos um do outro

A política externa alemã sob Guilherme II enfrentou uma série de problemas significativos. Talvez o mais aparente fosse que Guilherme era um homem impaciente, subjetivo em suas reações e fortemente afetado por sentimentos e impulsos. Ele não estava pessoalmente preparado para conduzir a política externa alemã por um caminho racional. Houve vários exemplos, como o telegrama Kruger de 1896, no qual Guilherme felicitou o presidente Paul Kruger por impedir que a República do Transvaal fosse anexada pelo Império Britânico durante o ataque de Jameson.  
A opinião pública britânica foi bastante favorável ao Kaiser em seus primeiros doze anos no trono, mas azedou no final da década de 1890. Durante a Primeira Guerra Mundial, ele se tornou o alvo central da propaganda anti-alemã britânica e a personificação de um inimigo odiado. 
Guilherme explorou os medos de um perigo amarelo, tentando interessar outros governantes europeus nos perigos que enfrentavam ao invadir a China; poucos outros líderes prestaram atenção.  Guilherme também usou a vitória japonesa na Guerra Russo-Japonesa para tentar incitar o medo no oeste do perigo amarelo que eles enfrentavam por um Japão Imperial ressurgente, que Guilherme alegou que se aliaria à China para invadir as potências europeias convencionais. Guilherme também investiu no fortalecimento do império colonial alemão na África e no Pacífico, mas poucos se tornaram lucrativos e todos foram perdidos durante a Primeira Guerra Mundial. No sudoeste da África (hoje Namíbia), uma revolta nativa contra o domínio alemão levou ao genocídio dos hererós e namaquas, embora Guilherme tenha ordenado que fosse interrompido e chamado de volta seu mentor, o general Lothar von Trotha.
Uma das poucas vezes em que Guilherme teve sucesso na diplomacia pessoal foi quando, em 1900, apoiou o casamento morganático do arquiduque Francisco Fernando da Áustria com a condessa Sofia Chotek e ajudou a negociar o fim da oposição ao casamento pelo imperador Francisco José I da Áustria. 
Um triunfo doméstico para Guilherme foi quando sua filha Vitória Luísa se casou com o Duque de Brunswick em 1913; isso ajudou a curar a cisão entre a Casa de Hanôver e a Casa de Hohenzollern que se seguiu à invasão e anexação do Reino de Hanôver por Bismarck em 1866. 

### Visitas políticas ao Império Otomano

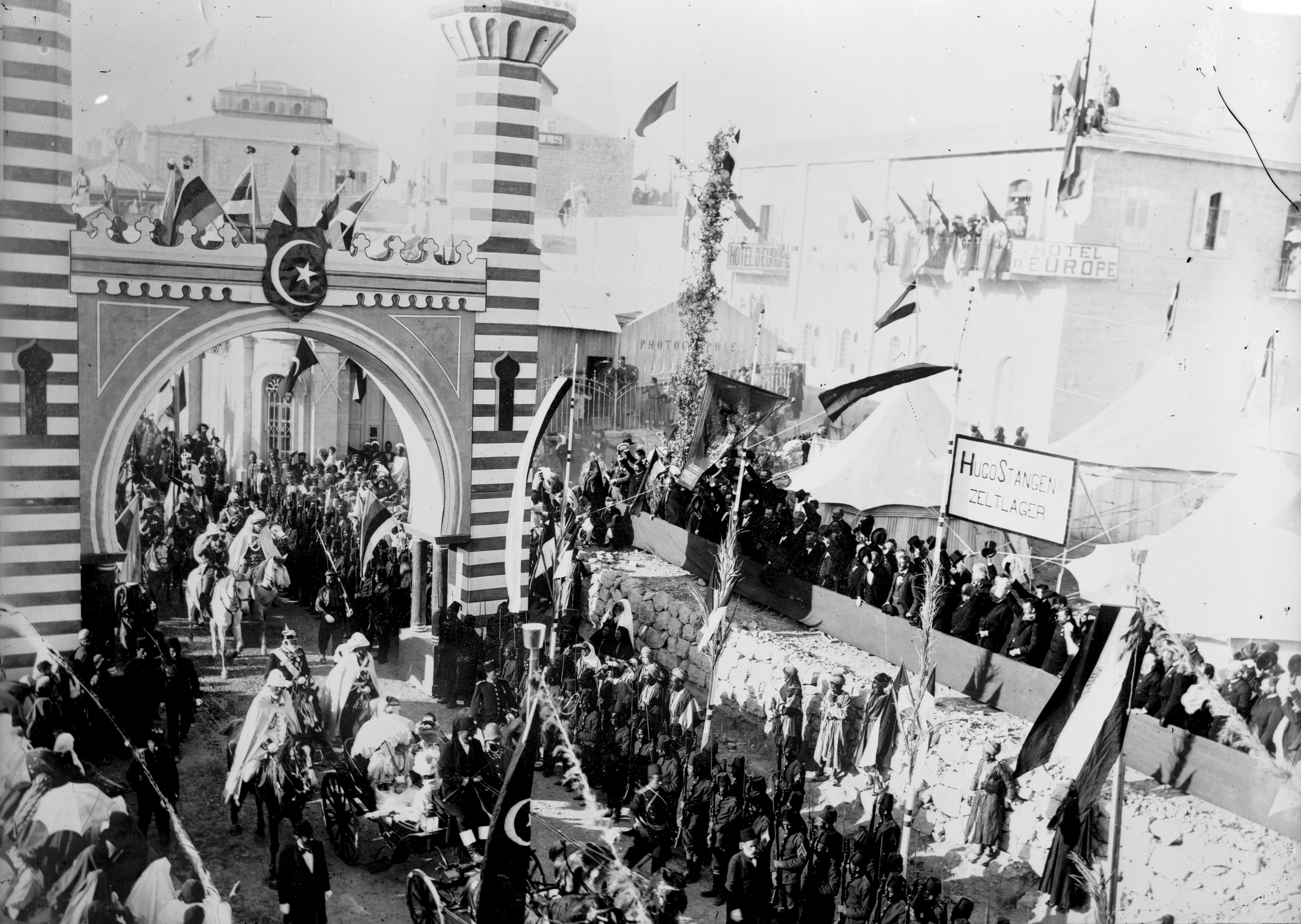
Guilherme em Jerusalém durante sua visita de Estado ao Império Otomano, 1898

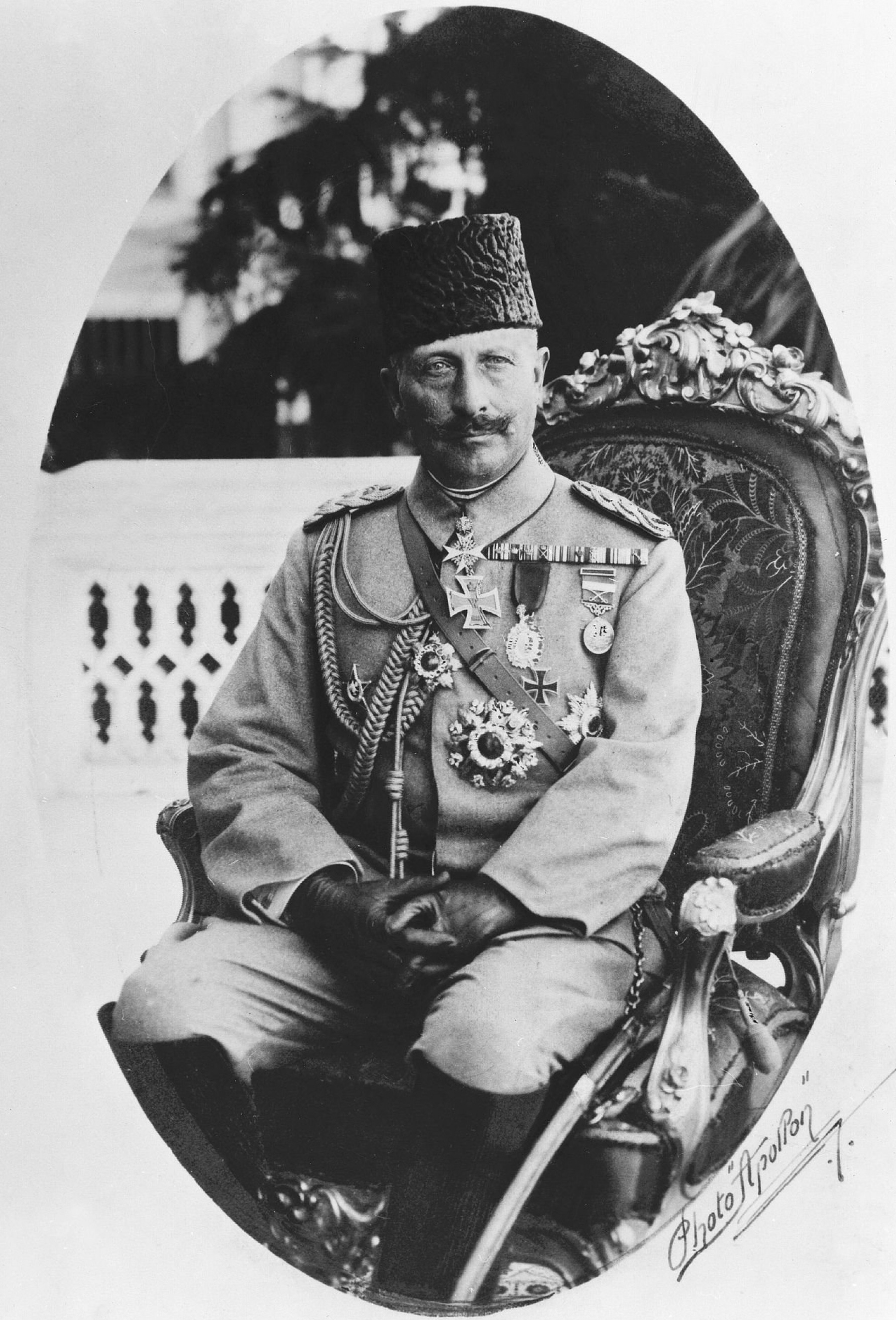
Guilherme em uniforme de marechal de campo turco no Palácio Dolmabahçe (15 de outubro de 1917)

Em sua primeira visita a Constantinopla em 1889, Guilherme garantiu a venda de rifles de fabricação alemã para o Exército Otomano. Mais tarde, ele fez sua segunda visita política ao Império Otomano como convidado do Sultão Abdulamide II. O Kaiser iniciou sua jornada para os Eialetes Otomanos com Constantinopla em 16 de outubro de 1898; depois foi de iate para Haifa em 25 de outubro. Depois de visitar Jerusalém e Belém, o Kaiser voltou para Jafa para embarcar para Beirute, onde tomou o trem passando por Aley e Zalé para chegar a Damasco em 7 de novembro. Ao visitar o Mausoléu de Saladino no dia seguinte, o Kaiser fez um discurso:
| “ | Diante de todas as cortesias que nos foram prestadas aqui, sinto que devo agradecer, em meu nome e também em nome da Imperatriz, pela calorosa recepção que nos foi dada em todas as cidades que visitamos e, em particular, pela esplêndida acolhida que nos foi dada por esta cidade de Damasco. Profundamente comovido por este espetáculo imponente, e também pela consciência de estar no local onde reinou um dos governantes mais cavalheirescos de todos os tempos, o grande Sultão Saladino, um cavaleiro sem pena e sem reprovação, que muitas vezes ensinou a seus adversários a correta concepção da cavalaria, aproveito com alegria a oportunidade para agradecer, sobretudo ao Sultão Abdulamide, por sua hospitalidade. Que o Sultão tenha a certeza, e também os trezentos milhões de muçulmanos espalhados pelo globo e que nele reverenciam seu califa, de que o Imperador Alemão será e permanecerá em todos os momentos seu amigo. | ” |
|   | — Kaiser Guilherme II. |   |

Em 10 de novembro, Guilherme foi visitar Baalbek antes de seguir para Beirute para embarcar em seu navio de volta para casa em 12 de novembro. Em sua segunda visita, Guilherme garantiu a promessa de que empresas alemãs construiriam a ferrovia Berlim-Bagdá, e mandou construir a Fonte Alemã em Constantinopla para comemorar sua jornada.
Sua terceira visita foi em 15 de outubro de 1917, como convidado do sultão Maomé V.

### Discurso Huno de 1900
A Rebelião dos Boxers, uma revolta anti-estrangeira na China, foi reprimida em 1900 por uma força internacional conhecida como Aliança das Oito Nações. O discurso de despedida do Kaiser aos soldados alemães que partiam ordenou-lhes, no espírito dos hunos, que fossem implacáveis na batalha. A retórica inflamada de Guilherme expressava claramente sua visão da Alemanha como uma das grandes potências. Houve duas versões do discurso. O Ministério dos Negócios Estrangeiros alemão publicou uma versão editada, certificando-se de omitir um parágrafo particularmente incendiário que considerou diplomaticamente embaraçoso. A versão editada foi esta: 
| “ | Grandes tarefas ultramarinas recaíram sobre o novo Império Alemão, tarefas muito maiores do que muitos dos meus compatriotas esperavam. O Império Alemão tem, por sua própria natureza, a obrigação de ajudar seus cidadãos se eles forem atacados em terras estrangeiras. ... Uma grande tarefa os aguarda [na China]: vocês devem vingar a grave injustiça que foi cometida. Os chineses anularam o direito das nações; zombaram da santidade do enviado, dos deveres da hospitalidade de uma forma inédita na história mundial. É ainda mais ultrajante que este crime tenha sido cometido por uma nação que se orgulha de sua cultura ancestral. Mostrem a antiga virtude prussiana. Apresentem-se como cristãos na alegre resistência ao sofrimento. Que a honra e a glória sigam suas bandeiras e armas. Deem ao mundo inteiro um exemplo de virilidade e disciplina. Vocês sabem muito bem que lutarão contra um inimigo astuto, corajoso, bem armado e cruel. Quando o encontrarem, saibam disto: nenhuma trégua será dada. Prisioneiros não serão feitos. Exercitem suas armas de tal forma que por mil anos nenhum chinês ousará olhar de soslaio para um alemão. Mantenham a disciplina. Que a bênção de Deus esteja com vocês, as orações de uma nação inteira e meus bons votos estejam com todos e cada um. Abram o caminho para a civilização de uma vez por todas! Agora podem partir! Adeus, camaradas! | ” |

A versão oficial omitiu a seguinte passagem da qual o discurso deriva seu nome: 
| “ | Se você encontrar o inimigo, ele será derrotado! Não haverá trégua! Prisioneiros não serão feitos! Quem cair em suas mãos será condenado. Assim como há mil anos os hunos, sob o comando de seu rei Átila, fizeram um nome para si mesmos, um nome que ainda hoje os faz parecer poderosos na história e na lenda, que o nome Germânico seja afirmado por você de tal forma na China que nenhum chinês jamais ousará olhar de soslaio para um alemão. | ” |

O termo "Huno" mais tarde tornou-se o epíteto preferido da propaganda de guerra anti-alemã dos Aliados durante a Primeira Guerra Mundial.

### Tentativa de assassinato
Em 6 de março de 1901, durante uma visita a Bremen, numa aparente tentativa de assassinato, Guilherme foi atingido no rosto por um objeto de ferro afiado atirado contra ele. O agressor, identificado como Johann-Dietrich Weiland, foi considerado louco. O Kaiser estava viajando em um ônibus a caminho da estação ferroviária quando o incidente aconteceu às 22h10, e o objeto atirado "depois provou ser uma eclissa". O Imperador Alemão ficou com um ferimento profundo, de uma polegada e meia de comprimento, abaixo do olho esquerdo; o Chefe do Ministério Naval observaria mais tarde: "Na têmpora ou no olho, o golpe poderia ter sido devastador. O mais maravilhoso é que nosso Todo-Gracioso Senhor não sentiu nem o objeto voando em sua direção nem, na chuva, o sangue que corria copiosamente; foram aqueles ao seu redor que chamaram sua atenção para isso a princípio."  Apesar dos rumores na imprensa de que o Kaiser havia afundado em depressão, ele diria em um discurso no final do mês: "nada é mais falso do que fingir que minha sanidade sofreu de alguma forma. Sou exatamente o mesmo que era; não me tornei nem elegíaco nem melancólico... tudo permanece igual."

### Escândalo de Eulenberg
Nos anos de 1906 a 1909, o jornalista socialista Maximilian Harden publicou acusações de atividade homossexual envolvendo ministros, cortesãos, oficiais do exército e o melhor amigo e conselheiro de Guilherme,  o príncipe Philipp zu Eulenberg.  De acordo com Robert K. Massie: 
| “ | A homossexualidade era oficialmente reprimida na Alemanha. ... Era um crime, punível com prisão, embora a lei raramente fosse invocada ou aplicada. Ainda assim, a própria acusação podia incitar indignação moral e trazer ruína social. Isso era especialmente verdadeiro nos níveis mais altos da sociedade. | ” |

O resultado foram anos de escândalos, julgamentos, renúncias e suicídios amplamente divulgados. Harden, assim como alguns nos escalões superiores das forças armadas e do Ministério das Relações Exteriores, se ressentiu da aprovação de Eulenberg à Entente Anglo-Francesa e também de seu incentivo a Guilherme para governar pessoalmente. O escândalo levou Guilherme a sofrer um colapso nervoso e à remoção de Eulenberg e outros do seu círculo da corte.  A visão de que Guilherme era um homossexual profundamente reprimido é cada vez mais apoiada pelos estudiosos: certamente, ele nunca chegou a um acordo sobre seus sentimentos por Eulenberg.  Os historiadores associaram o escândalo de Eulenberg a uma mudança fundamental na política alemã que aumentou a sua agressividade militar e, em última análise, contribuiu para a Primeira Guerra Mundial. 

### Crise Marroquina

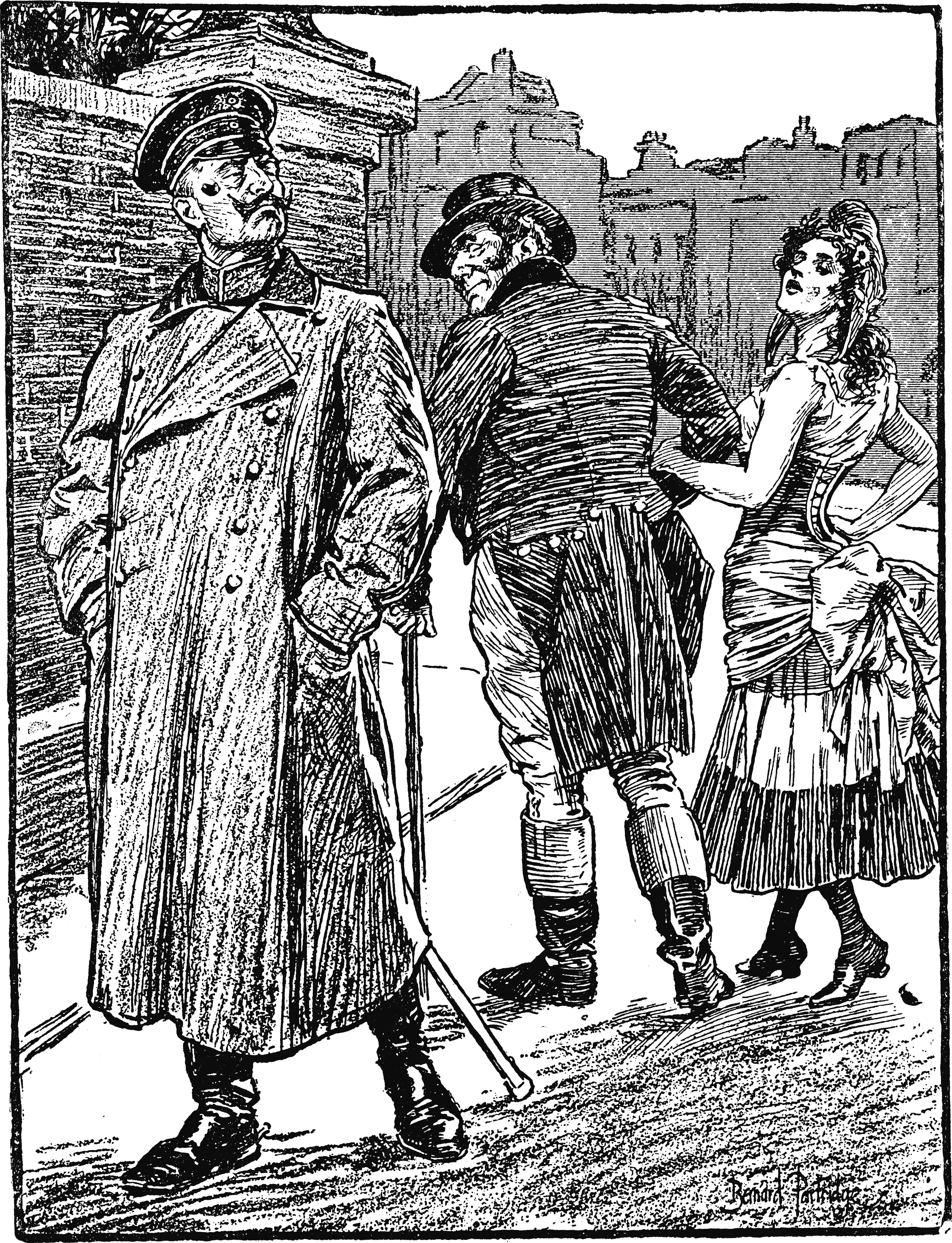
Uma caricatura britânica de 1904 comentando a Entente Cordiale: John Bull saindo com Marianne, virando as costas para Guilherme II, cujo sabre é mostrado estendendo-se de seu casaco

Um dos erros diplomáticos de Guilherme desencadeou a Crise Marroquina de 1905. Ele fez uma visita espetacular a Tânger, no Marrocos, em 31 de março de 1905. Ele conferiu com representantes do sultão Abdalazize de Marrocos. O Kaiser partiu em direção à cidade montado num cavalo branco. O Kaiser declarou que tinha vindo para apoiar a soberania do Sultão — uma declaração que equivalia a um desafio provocativo à influência francesa no Marrocos. Posteriormente, o sultão rejeitou um conjunto de reformas governamentais propostas pela França e convidou as principais potências mundiais para uma conferência que o aconselhou sobre as reformas necessárias.
A presença do Kaiser foi vista como uma afirmação dos interesses alemães no Marrocos, em oposição aos da França. No seu discurso, fez mesmo observações a favor da independência marroquina, o que levou a atritos com a França, que expandia os seus interesses coloniais em Marrocos, e à Conferência de Algeciras, que serviu em grande parte para isolar ainda mais a Alemanha na Europa. 

### Caso doDaily Telegraph
O caso do Daily Telegraph de 1908 envolveu a publicação na Alemanha de um artigo do jornal britânico que incluía uma série de declarações absurdas e comentários diplomaticamente prejudiciais. Guilherme viu o artigo, que era baseado em discussões que ele teve com o Coronel Edward Stuart-Wortley em 1907, como uma oportunidade de promover suas opiniões sobre a amizade anglo-germânica, mas devido ao conteúdo e ao tom emocional de muitas de suas declarações, ele acabou alienando ainda mais não apenas os britânicos, mas também os franceses, russos e japoneses. Ele foi citado dizendo que estava entre a minoria de alemães amigos da Grã-Bretanha; que durante a Segunda Guerra dos Bôeres, ele rejeitou os franceses e os russos quando eles pediram à Alemanha que os ajudasse "não apenas a salvar as Repúblicas Bôeres, mas também a humilhar a Inglaterra até a poeira";  e que o reforço naval alemão foi direcionado contra os japoneses, não contra a Grã-Bretanha. Uma citação especialmente memorável do artigo foi: "Vocês, ingleses, estão loucos, loucos, loucos como lebres de março", porque se recusaram a ver suas intenções amigáveis. O efeito na Alemanha foi bastante significativo, com apelos sérios para modificar a constituição para limitar os poderes do imperador.  A crise do Daily Telegraph feriu profundamente a autoconfiança até então intacta de Guilherme, e ele passou por uma grave crise de depressão. Ele manteve-se discreto durante muitos meses após o escândalo ter estourado, embora em julho de 1909 tenha aproveitado a oportunidade para forçar a renúncia do chanceler, o príncipe von Bülow, cuja defesa dele no Reichstag tinha como objetivo principal desviar a culpa de si mesmo por não ter impedido a publicação do artigo.   Como resultado do escândalo, Guilherme teve menos influência na política interna e externa durante o resto do seu reinado do que havia exercido anteriormente. 

### Corrida armamentista naval com a Grã-Bretanha

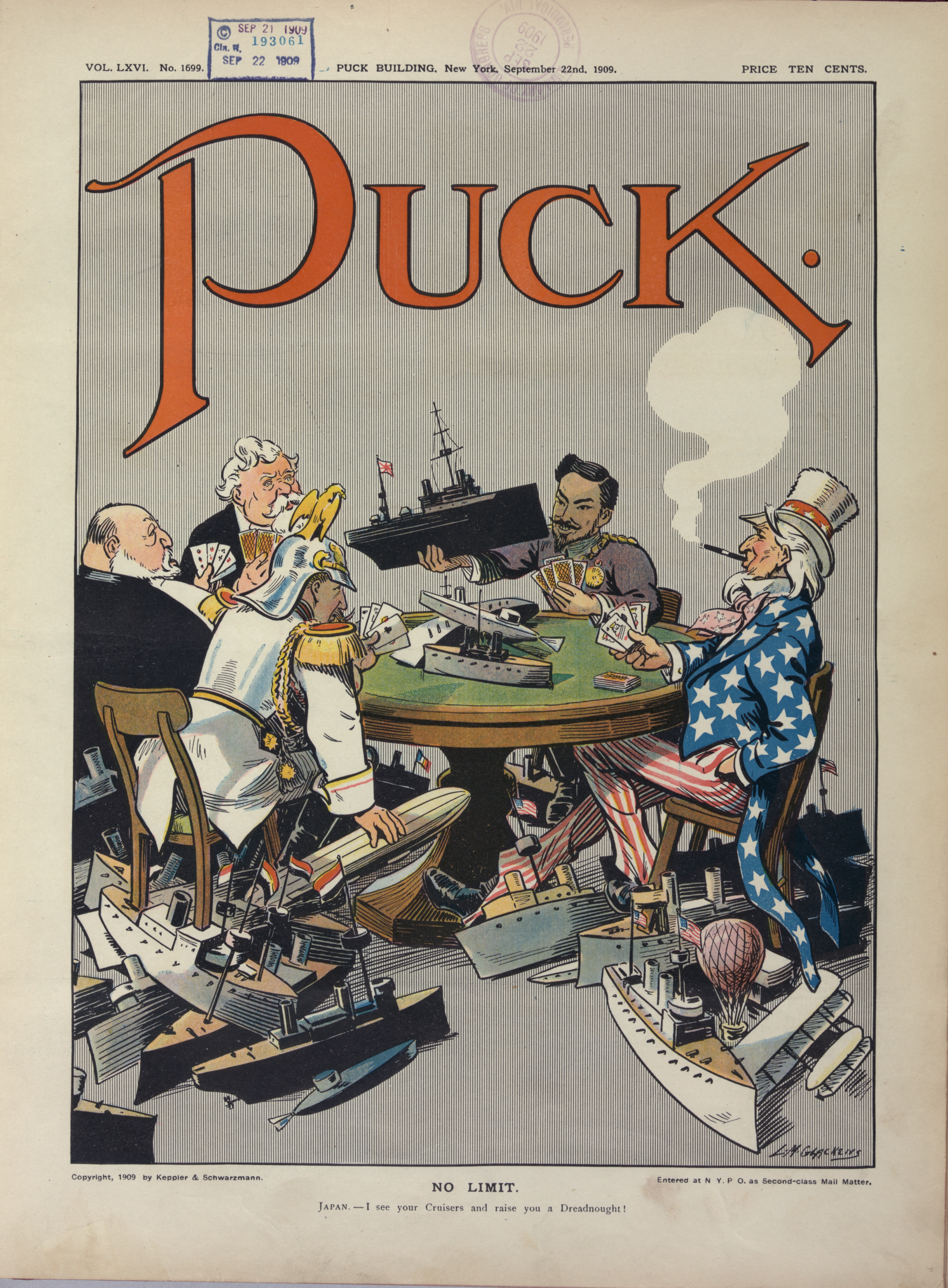
A caricatura de 1909 da Puck mostra cinco nações envolvidas em uma corrida naval; o Kaiser está de branco

Nada que Guilherme fez na arena internacional teve mais influência do que sua decisão de seguir uma política de construção naval em massa. Uma marinha poderosa era o projeto favorito de Guilherme. Ele herdou de sua mãe o amor pela Marinha Real Britânica, que na época era a maior do mundo. Certa vez, ele confidenciou ao seu tio, o Príncipe de Gales, que seu sonho era ter "uma frota própria algum dia". A frustração de Guilherme com o fraco desempenho de sua frota na Fleet Review nas celebrações do Jubileu de Diamante de sua avó, combinada com sua incapacidade de exercer influência alemã na África do Sul após o envio do telegrama Kruger, levou Guilherme a tomar medidas definitivas em direção à construção de uma frota para rivalizar com a de seus primos britânicos. Guilherme recorreu aos serviços do dinâmico oficial naval Alfred von Tirpitz, que nomeou chefe do Gabinete Naval Imperial em 1897. 
O novo almirante concebeu o que veio a ser conhecido como a "Teoria do Risco" ou Plano Tirpitz, pelo qual a Alemanha poderia forçar a Grã-Bretanha a aceder às exigências alemãs na arena internacional através da ameaça representada por uma poderosa frota de batalha concentrada no Mar do Norte.  Tirpitz contou com o total apoio de Guilherme em sua defesa dos sucessivos projetos de lei navais de 1897 e 1900, pelos quais a marinha alemã foi construída para competir com a do Império Britânico. A expansão naval sob as Leis da Frota acabou por levar a graves dificuldades financeiras na Alemanha em 1914, uma vez que em 1906 Guilherme comprometeu a sua marinha a construir um navio de guerra do tipo dreadnought, muito maior e mais caro.  Os britânicos dependiam da superioridade naval e a sua resposta foi fazer da Alemanha o seu inimigo mais temido.
Além da expansão da frota, o Canal de Kiel foi inaugurado em 1895, permitindo movimentos mais rápidos entre o Mar do Norte e o Mar Báltico. Em 1889, Guilherme reorganizou o controle de alto nível da marinha criando um Gabinete Naval (Marine-Kabinett) equivalente ao Gabinete Militar Imperial Alemão, que anteriormente funcionava na mesma capacidade para o exército e a marinha. O Chefe do Gabinete Naval era responsável por promoções, nomeações, administração e emissão de ordens para as forças navais. O capitão Gustav von Senden-Bibran foi nomeado o primeiro chefe e permaneceu assim até 1906. O almirantado imperial existente foi abolido e suas responsabilidades foram divididas entre duas organizações. Foi criado um novo cargo, equivalente ao de comandante supremo do exército: o Chefe do Alto Comando do Almirantado, ou Oberkommando der Marine, era responsável pela implantação de navios, estratégia e táticas. O vice-almirante Max von der Goltz foi nomeado em 1889 e permaneceu no cargo até 1895. A construção e manutenção de navios e a obtenção de suprimentos eram de responsabilidade do Secretário de Estado do Gabinete da Marinha Imperial (Reichsmarineamt), responsável perante o Chanceler Imperial e assessorando o Reichstag sobre assuntos navais. O primeiro nomeado foi o Contra-Almirante Karl Eduard Heusner, seguido logo pelo Contra-Almirante Friedrich von Hollmann, de 1890 a 1897. Cada um destes três chefes de departamento reportava-se separadamente a Guilherme. 

## Primeira Guerra Mundial
Os historiadores geralmente argumentam que Guilherme ficou confinado a deveres cerimoniais durante a guerra — havia inúmeros desfiles para rever e honrarias para conceder. "O homem que em paz se acreditava omnipotente tornou-se na guerra um ‘Kaiser das Sombras’, fora de vista, negligenciado e relegado para segundo plano." 

### Crise de Sarajevo

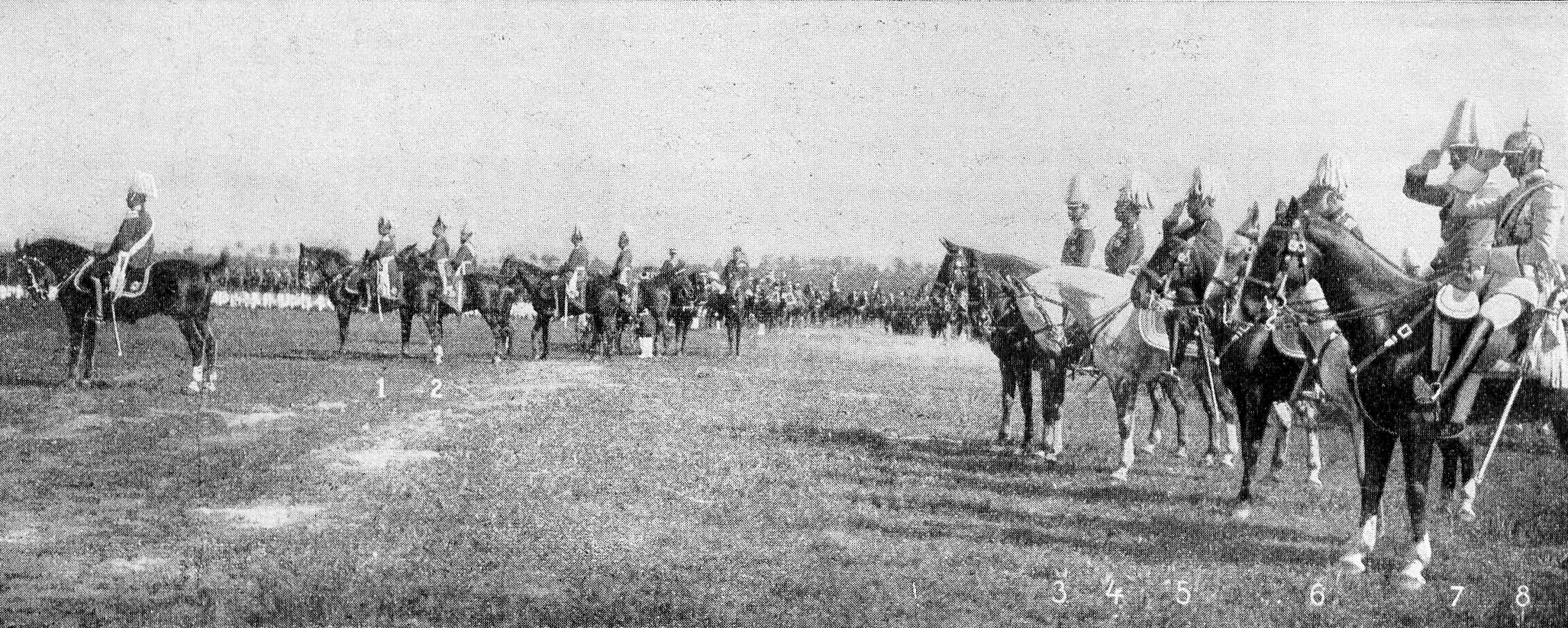
Guilherme com o Grão-Duque de Baden, o Príncipe Óscar da Prússia, o Grão-Duque de Hesse, o Grão-Duque de Mecklemburgo-Schwerin, o Príncipe Luís da Baviera, o Príncipe Maximiliano de Baden e seu filho, o Príncipe Herdeiro Guilherme, em manobras militares pré-guerra no outono de 1909

Guilherme era amigo de Francisco Ferdinando e ficou profundamente chocado com seu assassinato em 28 de junho de 1914. Guilherme se ofereceu para apoiar a Áustria-Hungria na repressão à Mão Negra, a organização secreta que havia planejado o assassinato, e até sancionou o uso da força pela Áustria contra a fonte percebida do movimento — a Sérvia (isso é frequentemente chamado de "cheque em branco"). Ele queria permanecer em Berlim até que a crise fosse resolvida, mas seus cortesãos o persuadiram a fazer seu cruzeiro anual pelo Mar do Norte em 6 de julho de 1914. Guilherme fez tentativas erráticas de controlar a crise por telegrama e, quando o ultimato austro-húngaro foi entregue à Sérvia, ele voltou às pressas para Berlim. Ele chegou a Berlim em 28 de julho, leu uma cópia da resposta sérvia e escreveu nela: 
| “ | Uma solução brilhante — e em apenas 48 horas! Isso é mais do que se poderia esperar. Uma grande vitória moral para Viena; mas com ela, todo pretexto para a guerra cai por terra, e [o Embaixador] Giesl deveria ter permanecido em Belgrado. Com base neste documento, eu jamais teria dado ordens de mobilização. | ” |

Sem o conhecimento do Imperador, ministros e generais austro-húngaros já haviam convencido Francisco José I, de 83 anos, a assinar uma declaração de guerra contra a Sérvia. Como consequência direta, a Rússia iniciou uma mobilização geral para atacar a Áustria em defesa da Sérvia.

### Julho de 1914
Na noite de 30 de julho de 1914, quando recebeu um documento afirmando que a Rússia não cancelaria sua mobilização, Guilherme escreveu um longo comentário contendo estas observações: 
| “ | Pois não tenho mais dúvidas de que a Inglaterra, a Rússia e a França concordaram entre si — sabendo que nossas obrigações de tratado nos obrigam a apoiar a Áustria — em usar o conflito austro-sérvio como pretexto para travar uma guerra de aniquilação contra nós... Nosso dilema sobre manter a fé no velho e honrado Imperador foi explorado para criar uma situação que dá à Inglaterra a desculpa que ela vem buscando para nos aniquilar com uma falsa aparência de justiça sob o pretexto de que está ajudando a França e mantendo o bem conhecido Equilíbrio de Poder na Europa, ou seja, jogando todos os Estados europeus em seu próprio benefício contra nós. | ” |

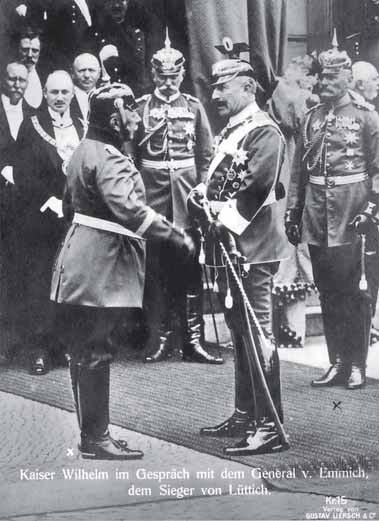
Guilherme conversando com o vencedor da Batalha de Liège, General Otto von Emmich; ao fundo os generais Hans von Plessen (meio) e Moriz von Lyncker (à direita)

Autores britânicos mais recentes afirmam que Guilherme II realmente declarou: "A crueldade e a fraqueza iniciarão a guerra mais terrível do mundo, cujo propósito é destruir a Alemanha. Porque não pode mais haver dúvidas, a Inglaterra, a França e a Rússia conspiraram juntas para lutar uma guerra de aniquilação contra nós". 
Quando ficou claro que a Alemanha enfrentaria uma guerra em duas frentes e que a Grã-Bretanha entraria na guerra se a Alemanha atacasse a França através da Bélgica neutra, o pânico tomou conta de Guilherme, que tentou redirecionar o ataque principal contra a Rússia. Quando Helmuth von Moltke (o jovem) (que havia escolhido o antigo plano de 1905, feito pelo General von Schlieffen para a possibilidade de uma guerra alemã em duas frentes) lhe disse que isso era impossível, Guilherme disse: "Seu tio teria me dado uma resposta diferente!"  Guilherme também teria dito: "Pensar que Jorge e Nicolau poderiam ter me enganado! Se minha avó estivesse viva, ela nunca teria permitido isso."  No Plano Schlieffen original, a Alemanha atacaria primeiro o (suposto) inimigo mais fraco, ou seja, a França. O plano supunha que levaria muito tempo até que a Rússia estivesse pronta para a guerra. Derrotar a França foi fácil para a Prússia na Guerra Franco-Prussiana em 1870. Na fronteira de 1914 entre a França e a Alemanha, um ataque nessa parte mais ao sul da França poderia ser interrompido pela fortaleza francesa ao longo da fronteira. Entretanto, Guilherme II impediu qualquer invasão dos Países Baixos.

### Início da guerra
Em 1 de agosto de 1914 (sábado), Guilherme II fez um discurso de guerra diante de uma grande multidão. Na segunda-feira, ele voltou de Potsdam para Berlim e emitiu uma ordem imperial para convocar o Reichstag no dia seguinte.
Em 19 de agosto de 1914, Guilherme II previu que a Alemanha venceria a guerra. Ele disse: "Estou firmemente confiante de que, com a ajuda de Deus, a bravura do Exército e da Marinha Alemães e a unanimidade insaciável do povo alemão durante aquelas horas de perigo, a vitória coroará a nossa causa."

### Kaiser das Sombras

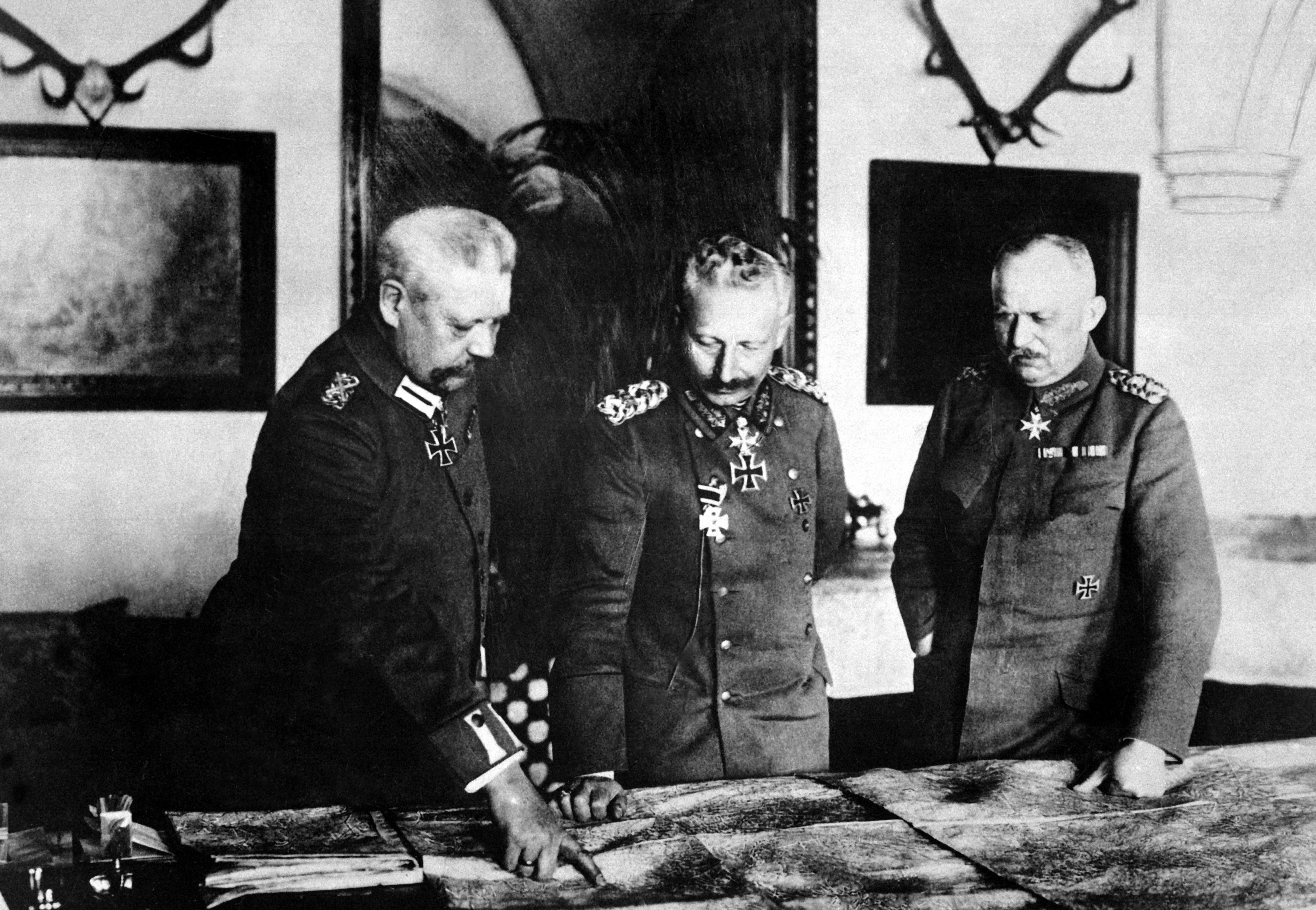
Hindenburg, Guilherme e Ludendorff em janeiro de 1917

O papel de Guilherme em tempos de guerra foi de poder cada vez menor, pois ele cada vez mais lidava com cerimônias de premiação e deveres honoríficos. O alto comando continuou com sua estratégia mesmo quando ficou claro que o plano Schlieffen havia falhado. Em 1916, o Império havia se tornado efetivamente uma ditadura militar sob o controle do marechal de campo Paul von Hindenburg e do general Erich Ludendorff.  Cada vez mais afastado da realidade e do processo de tomada de decisões políticas, Guilherme oscilava entre o derrotismo e os sonhos de vitória, dependendo da sorte de seus exércitos. No entanto, Guilherme ainda mantinha a autoridade máxima em questões de nomeação política, e somente após seu consentimento ter sido obtido é que grandes mudanças no alto comando puderam ser feitas. Guilherme era a favor da demissão do Coronel General Helmuth von Moltke em setembro de 1914 e sua substituição pelo General Erich von Falkenhayn. Em 1917, Hindenburg e Ludendorff decidiram que Bethman-Hollweg não era mais aceitável para eles como chanceler e pediram ao Kaiser que nomeasse outra pessoa. Quando perguntado sobre quem eles aceitariam, Ludendorff recomendou Georg Michaelis, uma pessoa insignificante que ele mal conhecia. Apesar disso, o Kaiser aceitou a sugestão. Ao ouvir em julho de 1917 que seu primo Jorge V havia mudado o nome da casa real britânica para Windsor, Guilherme comentou que planejava ver a peça de Shakespeare "As Alegres Comadres de Saxe-Coburgo-Gotha".  A base de apoio do Kaiser entrou em colapso total em outubro-novembro de 1918, no exército, no governo civil e na opinião pública alemã, quando o presidente Woodrow Wilson deixou bem claro que a monarquia deveria ser derrubada antes que o fim da guerra pudesse ocorrer.   Naquele ano, Guilherme também adoeceu durante o surto mundial de gripe espanhola, embora tenha sobrevivido. 

## Abdicação e exílio
Guilherme estava no quartel-general do Exército Imperial em Spa, Bélgica, quando as revoltas em Berlim e outros centros o pegaram de surpresa no final de 1918. O motim entre as fileiras de sua amada Kaiserliche Marine, a marinha imperial, o chocou profundamente. Após a eclosão da Revolução Alemã, Guilherme não conseguia decidir se abdicaria. Até aquele momento, ele aceitou que provavelmente teria que abrir mão da coroa imperial, mas ainda esperava manter o reinado prussiano. Ele acreditava que, como governante de dois terços da Alemanha, ainda seria uma peça-chave em qualquer novo sistema. Contudo, isso era impossível segundo a constituição imperial. Guilherme pensava que governava como imperador em uma união pessoal com a Prússia. Na verdade, a constituição definiu o império como uma confederação de estados sob a presidência permanente da Prússia. A coroa imperial estava, portanto, ligada à coroa prussiana, o que significava que Guilherme não podia renunciar a uma coroa sem renunciar à outra.
A esperança de Guilherme de manter pelo menos uma de suas coroas revelou-se irrealista quando, na esperança de preservar a monarquia diante da crescente agitação revolucionária, o chanceler príncipe Maximiliano de Baden anunciou a abdicação de ambos os títulos por Guilherme em 9 de novembro de 1918. O próprio príncipe Max foi forçado a renunciar mais tarde no mesmo dia, quando ficou claro que apenas Friedrich Ebert, líder do SPD, poderia exercer controle efetivamente. Mais tarde naquele dia, um dos secretários de Estado (ministros) de Ebert, o social-democrata Philipp Scheidemann, proclamou a Alemanha uma república.
Guilherme aceitou esse fato consumado somente depois que o substituto de Ludendorff, o general Guilherme Groener, o informou que os oficiais e homens do exército marchariam de volta em boa ordem sob o comando de Hindenburg, mas certamente não lutariam pelo trono de Guilherme. O último e mais forte apoio da monarquia tinha sido quebrado e, finalmente, até Hindenburg, ele próprio um monarquista de longa data, foi obrigado, após consultar os seus generais, a aconselhar o Imperador a renunciar à coroa.  Em 10 de novembro, Guilherme cruzou a fronteira de trem e exilou-se na Holanda neutra.  Após a conclusão do Tratado de Versalhes no início de 1919, o Artigo 227 previa expressamente o processo contra Guilherme "por uma grave ofensa contra a moralidade internacional e a santidade dos tratados", mas o governo holandês se recusou a extraditá-lo. O rei Jorge V escreveu que considerava seu primo "o maior criminoso da história", mas se opôs à proposta do primeiro-ministro David Lloyd George de "enforcar o Kaiser". Houve pouco zelo na Grã-Bretanha em processar. Em 1º de janeiro de 1920, foi declarado nos círculos oficiais de Londres que a Grã-Bretanha "receberia com satisfação a recusa da Holanda em entregar o antigo Kaiser para julgamento", e foi insinuado que isso havia sido transmitido ao governo holandês por canais diplomáticos: 
| “ | A punição do ex-kaiser e de outros criminosos de guerra alemães preocupa pouco a Grã-Bretanha, segundo informações oficiais. Por uma questão de formalidade, porém, esperava-se que os governos britânico e francês solicitassem à Holanda a extradição do ex-kaiser. A Holanda, segundo informações oficiais, recusaria o pedido, alegando que as disposições constitucionais que regem o caso seriam aplicadas, e então o assunto seria arquivado. O pedido de extradição não se basearia no desejo genuíno das autoridades britânicas de levar o kaiser a julgamento, segundo informações oficiais, mas seria considerado uma formalidade necessária para "salvar a face" dos políticos que prometeram garantir que Guilherme fosse punido por seus crimes. | ” |

O presidente Woodrow Wilson dos Estados Unidos opôs-se à extradição, argumentando que processar Guilherme desestabilizaria a ordem internacional e faria perder a paz. 
Guilherme estabeleceu-se primeiro em Amerongen, onde em 28 de novembro emitiu uma declaração tardia de abdicação dos tronos prussiano e imperial, encerrando assim formalmente o governo de 500 anos dos Hohenzollerns sobre a Prússia e seu estado predecessor, Brandemburgo. Aceitando finalmente a realidade de que havia perdido ambas as coroas para sempre, ele desistiu de seus direitos ao "trono da Prússia e ao trono imperial alemão a ele vinculado". Ele também libertou seus soldados e funcionários, tanto na Prússia quanto no império, do juramento de lealdade a ele.  Ele comprou uma casa de campo no município de Doorn, conhecida como Huis Doorn, e mudou-se em 15 de maio de 1920.  Esta seria sua casa pelo resto de sua vida. A República de Weimar permitiu que Guilherme removesse vinte e três vagões ferroviários de móveis, vinte e sete contendo pacotes de todos os tipos, um contendo um carro e outro um barco, do Novo Palácio de Potsdam. 

## Vida no exílio

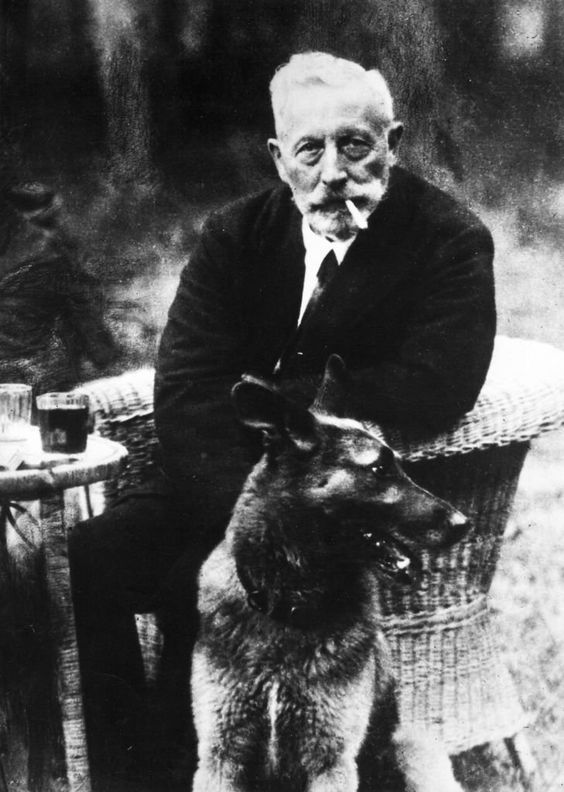
Kaiser Guilherme II e seu cão no exílio. Doorn, 1938

Em 1922, Guilherme publicou o primeiro volume das suas memórias  — um volume muito pequeno que insistia que ele não era culpado de iniciar a Grande Guerra e defendia a sua conduta durante todo o seu reinado, especialmente em questões de política externa. Durante os vinte anos restantes de sua vida, ele recebeu convidados (muitas vezes de alguma posição) e se manteve atualizado sobre os eventos na Europa. Ele deixou a barba crescer e deixou seu famoso bigode cair, adotando um estilo muito semelhante ao de seus primos, o Rei Jorge V e o Czar Nicolau II. Ele também aprendeu a língua holandesa. Guilherme desenvolveu uma propensão à arqueologia enquanto residia no Achilleion de Corfu, escavando no sítio do Templo de Ártemis em Corfu, uma paixão que ele manteve em seu exílio. Ele comprou a antiga residência grega da Imperatriz Isabel após seu assassinato em 1898. Ele também esboçava planos para grandes edifícios e navios de guerra quando estava entediado. No exílio, uma das maiores paixões de Guilherme era a caça, e ele matou milhares de animais, tanto feras quanto pássaros. Grande parte do seu tempo foi gasto cortando lenha e milhares de árvores foram derrubadas durante sua estadia em Doorn. 

### Fortuna
Guilherme II era visto como o homem mais rico da Alemanha antes de 1914. Após sua abdicação, ele manteve uma riqueza substancial. Foi relatado que pelo menos 60 vagões ferroviários foram necessários para transportar seus móveis, obras de arte, porcelanas e prata da Alemanha para a Holanda. O Kaiser manteve reservas substanciais de dinheiro, bem como vários palácios. Depois de 1945, as florestas, fazendas, fábricas e palácios dos Hohenzollerns no que se tornou a Alemanha Oriental foram expropriados e milhares de obras de arte foram transferidas para museus estatais.

### Visões sobre o nazismo
No início da década de 1930, Guilherme aparentemente esperava que os sucessos do Partido Nazista estimulassem o interesse na restauração da Casa de Hohenzollern, com seu neto mais velho como o novo Kaiser. Sua segunda esposa, Hermine, fez petições ativamente ao governo nazista em nome do marido. Entretanto, Adolf Hitler, apesar de ser um veterano do Exército Imperial Alemão durante a Primeira Guerra Mundial, não sentia nada além de desprezo pelo homem que ele culpava pela maior derrota da Alemanha, e as petições foram ignoradas. Embora tenha recebido Hermann Göring em Doorn em pelo menos uma ocasião, Guilherme aprendeu a desconfiar de Hitler. Ao saber do assassinato da esposa do ex-chanceler Kurt von Schleicher durante a Noite das Facas Longas, Guilherme disse: "Deixamos de viver sob o império da lei e todos devem estar preparados para a possibilidade de os nazistas forçarem a entrada e colocá-los contra a parede!" 
Guilherme também ficou consternado na Kristallnacht de 9 a 10 de novembro de 1938, dizendo: "Acabei de deixar minha opinião clara para Auwi [Augusto Guilherme, quarto filho de Guilherme] na presença de seus irmãos. Ele teve a coragem de dizer que concordava com os pogroms judeus e entendia por que eles haviam ocorrido. Quando eu lhe disse que qualquer homem decente descreveria essas ações como gangsterismo, ele pareceu totalmente indiferente. Ele está completamente perdido para nossa família".  Guilherme também declarou: “Pela primeira vez, tenho vergonha de ser alemão”: 
| “ | Há um homem sozinho, sem família, sem filhos, sem Deus [...] Ele constrói legiões, mas não constrói uma nação. Uma nação é criada por famílias, uma religião, tradições: é feita dos corações das mães, da sabedoria dos pais, da alegria e da exuberância das crianças [...] Por alguns meses, inclinei-me a acreditar no Nacional-Socialismo. Pensei nele como uma febre necessária. E fiquei satisfeito ao ver que havia, associados a ele por um tempo, alguns dos alemães mais sábios e destacados. Mas destes, um por um, ele se livrou, ou até mesmo matou... Papen, Schleicher, Neurath – e até Blomberg. Ele não deixou nada além de um bando de gangsters de camisa! [...] Este homem poderia trazer vitórias para o nosso povo a cada ano, sem lhes trazer glória ou (perigo). Mas da nossa Alemanha, que era uma nação de poetas e músicos, de artistas e soldados, ele fez uma nação de histéricos e eremitas, engolfada por uma multidão e liderada por mil mentirosos ou fanáticos. | ” |
|   | — Guilherme sobre Hitler, dezembro de 1938. |   |

Após a vitória alemã sobre a Polônia em setembro de 1939, o ajudante de Guilherme, Guilherme von Dommes, escreveu em seu nome a Hitler, afirmando que a Casa de Hohenzollern "permaneceu leal" e observou que nove príncipes prussianos (um filho e oito netos) estavam estacionados na frente de batalha, concluindo "devido às circunstâncias especiais que exigem residência em um país estrangeiro neutro, Sua Majestade deve pessoalmente se recusar a fazer o comentário acima mencionado. O Imperador, portanto, me encarregou de fazer uma comunicação."  Guilherme admirava muito o sucesso que a Wehrmacht conseguiu alcançar nos primeiros meses da Segunda Guerra Mundial e enviou pessoalmente a Hitler um telegrama de congratulações quando a Holanda se rendeu em maio de 1940: "Meu Führer, eu o parabenizo e espero que sob sua maravilhosa liderança a monarquia alemã seja restaurada completamente." Sem se impressionar, Hitler comentou com Heinz Linge, seu criado: "Que idiota!" 
Após a queda de Paris, um mês depois, Guilherme enviou outro telegrama: "Sob a impressão profundamente comovente da capitulação da França, felicito você e todas as forças armadas alemãs pela prodigiosa vitória concedida por Deus, com as palavras do Kaiser Guilherme, o Grande, do ano de 1870: 'Que reviravolta nos acontecimentos pela dispensação de Deus!' Todos os corações alemães estão repletos do coral de Leuthen, que os vencedores de Leuthen, os soldados do Grande Rei, cantaram: 'Agora agradecemos a todos, a Deus !'" Em uma carta à sua filha Vitória Luísa, Duquesa de Brunswick, ele escreveu triunfantemente: "Assim, a perniciosa Entente Cordiale do Tio Eduardo VII foi reduzida a nada."  Numa carta de Setembro de 1940 a um jornalista americano, Guilherme elogiou as rápidas conquistas iniciais da Alemanha como "uma sucessão de milagres", mas observou também que "os brilhantes generais líderes nesta guerra vieram da minha escola, lutaram sob o meu comando na Primeira Guerra Mundial como tenentes, capitães e jovens majores. Educados por Schlieffen, puseram em prática os planos que ele tinha elaborado sob o meu comando, da mesma forma que fizemos em 1914." 
Após a conquista alemã da Holanda em 1940, o idoso Guilherme se aposentou completamente da vida pública. Em maio de 1940, Guilherme recusou uma oferta de asilo na Grã-Bretanha de Winston Churchill, preferindo morrer em Huis Doorn. 

### Visões anglófobas, antissemitas e anti-maçonaria
Durante o seu último ano em Doorn, Guilherme, já idoso, debilitado e com sua saúde mental em estado questionável, acreditava que a Alemanha era a terra da monarquia e, por isso, de Cristo enquanto a Inglaterra era a terra do liberalismo e por isso pertencia a Satanás e ao Anticristo.
Defendia que as classes governantes britânicas pertenciam "à maçonaria" e estavam "completamente infetadas por Judas". Guilherme afirmou que "o povo britânico deve ser libertado do Anticristo Judas. Temos de tirar Judas de Inglaterra tal como este foi expulso do continente". Acreditava que a Maçonaria e os Judeus tinham sido os responsáveis pelas duas guerras mundiais com o objetivo de criar um Império Judaico mundial com ouro britânico e americano, mas que "o plano de Judas tinha sido completamente destruído e eram eles próprios quem estavam a ser limpos do continente europeu!" Agora, segundo Guilherme, a Europa continental estava "a consolidar-se e a afastar-se da influência britânica após a eliminação dos britânicos e dos judeus!" O resultado final seriam "os Estados Unidos da Europa!" Numa carta dirigida à sua irmã Margarida em 1940, Guilherme escreveu: "A mão de Deus está a criar um novo mundo e a fazer milagres (…) Estamos a tornar-nos os Estados Unidos da Europa sob a liderança da Alemanha, um continente europeu unido". E acrescentou: "Os Judeus estão a ser afastados das suas posições nefastas em todos os continentes que levaram à hostilidade durante séculos".
Em 1940 também se comemoraria o 100.º aniversário da sua mãe e, sobre esta ocasião, Guilherme escreveu de forma irónica a um amigo: "Hoje é o 100.º aniversário da minha mãe. Ninguém na Alemanha reparou! Não houve missas nem (…) nenhum comité para recordar o seu trabalho maravilhoso para o (…) bem-estar do nosso povo alemão (…) Ninguém da nova geração sabe alguma coisa dela". Esta simpatia pela mãe contrasta fortemente com o ódio intenso que expressou por ela enquanto esta estava viva.

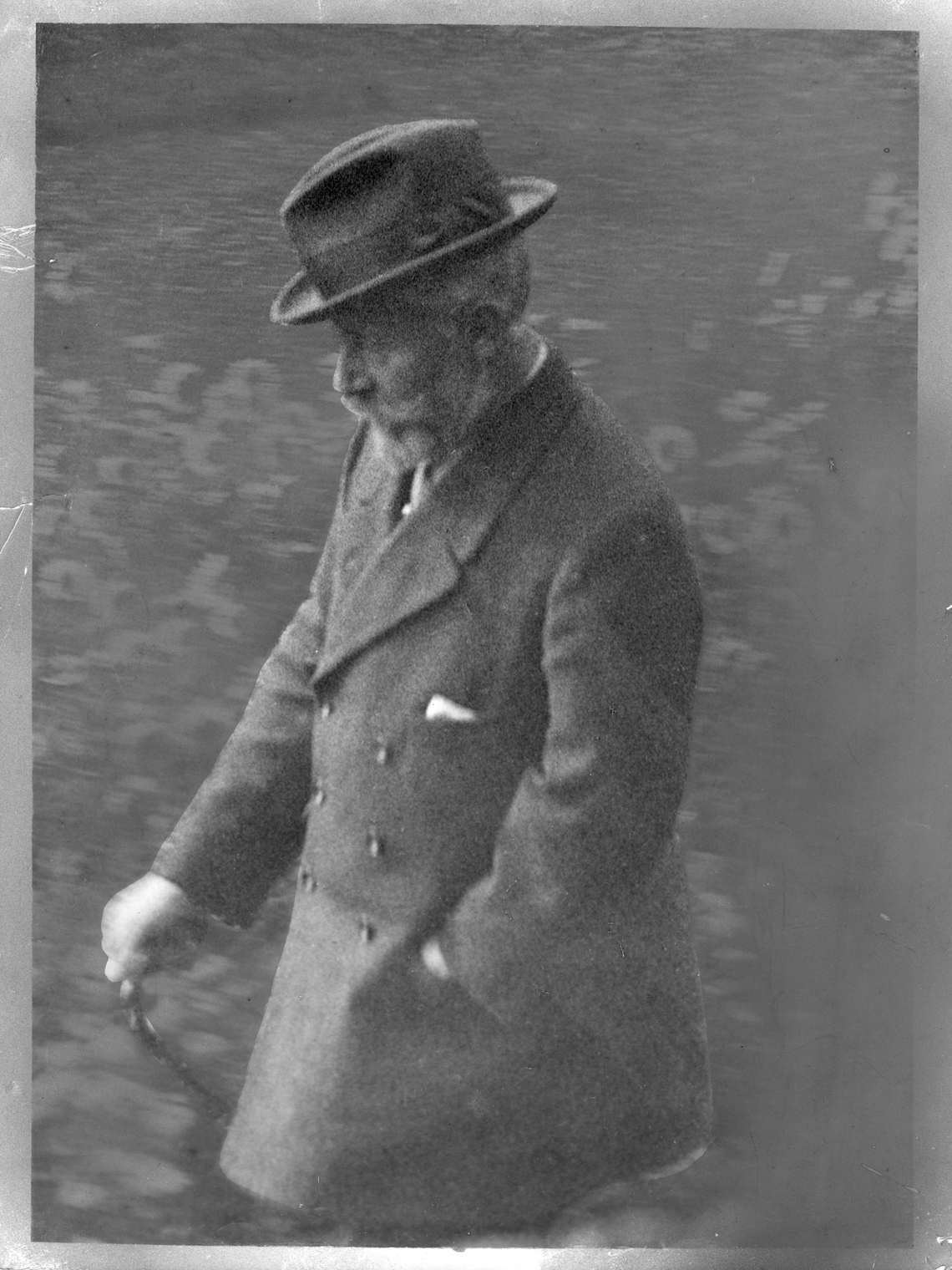
Guilherme em Amerongen, 1919
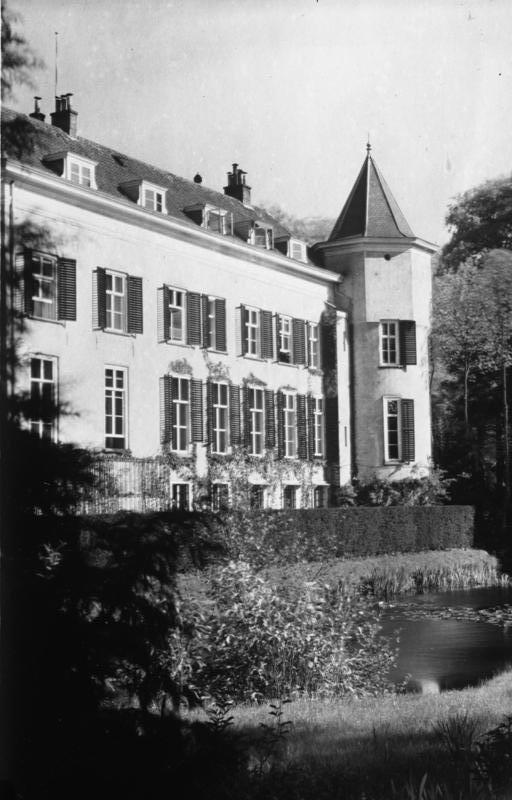
Huis Doorn em 1925
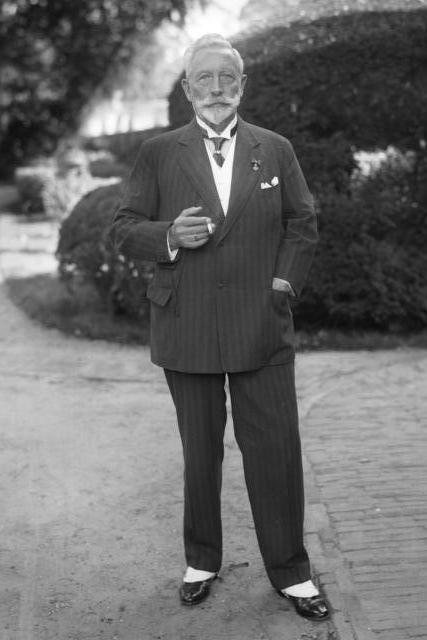
Guilherme em 1933
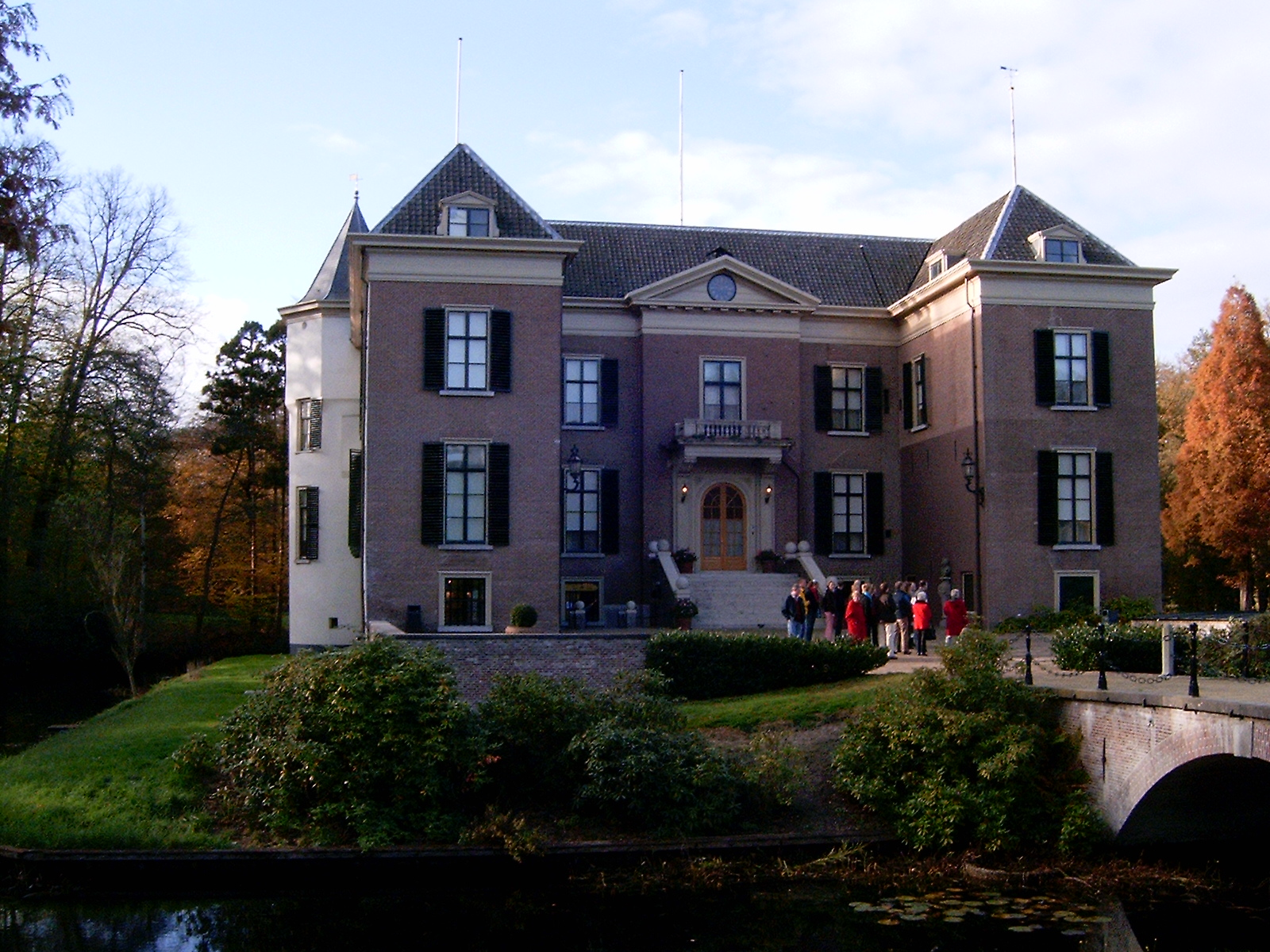
Huis Doorn em outubro de 2004

## Morte

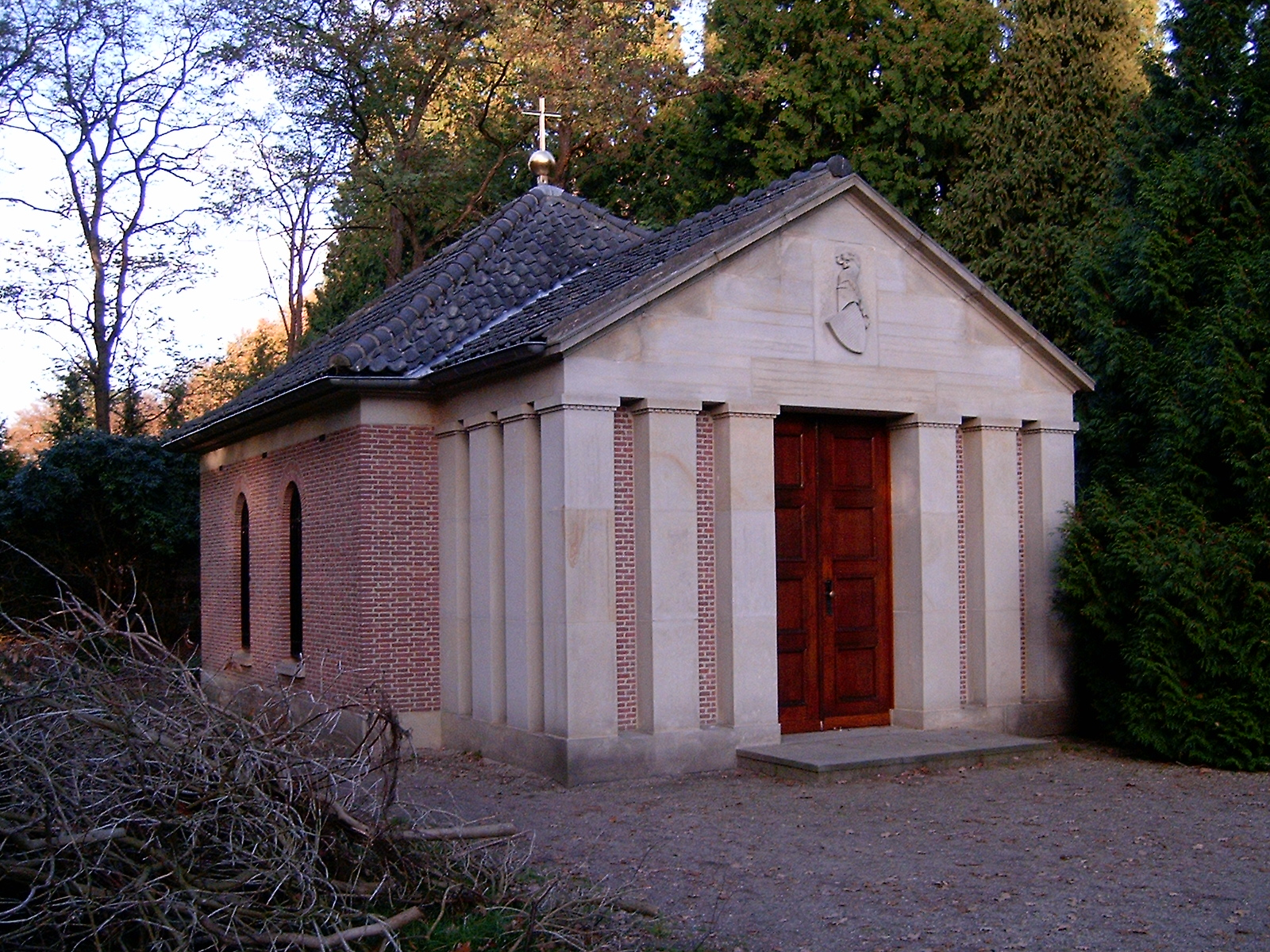
Túmulo de Guilherme em Huis Doorn

Guilherme morreu de embolia pulmonar em Doorn, Países Baixos, em 4 de junho de 1941, aos 82 anos, poucas semanas antes da invasão do Eixo à União Soviética. Apesar do seu ressentimento pessoal e animosidade em relação à monarquia, Hitler queria trazer o corpo do Kaiser de volta a Berlim para um funeral de estado, pois Hitler sentia que tal funeral, com ele próprio a desempenhar o papel de herdeiro aparente do trono, seria útil para explorar para propaganda.  Entretanto, as ordens de Guilherme de que seu corpo não deveria retornar à Alemanha a menos que a monarquia fosse restaurada foram então reveladas e respeitadas de má vontade. As autoridades de ocupação nazistas organizaram um pequeno funeral militar, com algumas centenas de pessoas presentes. Os enlutados incluíam o marechal de campo August von Mackensen, totalmente vestido com seu antigo uniforme dos hussardos imperiais, o ex-agente de campo do Escritório de Inteligência Naval da Primeira Guerra Mundial, almirante Guilherme Canaris, o coronel general Curt Haase, o ás da aviação da Primeira Guerra Mundial que se tornou Wehrmachtbefehlshaber da Holanda, general Friedrich Christiansen, e o Reichskommissar da Holanda,  Arthur Seyss-Inquart, junto com alguns outros conselheiros militares. No entanto, a insistência do Kaiser Guilherme em que a suástica e as insígnias do Partido Nazista não fossem exibidas no seu funeral foi ignorada, como se pode ver nas fotografias do funeral tiradas por um fotógrafo holandês. 
Guilherme foi enterrado num mausoléu no terreno de Huis Doorn, que desde então se tornou um local de peregrinação para os monarquistas alemães, que se reúnem lá todos os anos no aniversário da sua morte para prestar homenagem ao último imperador alemão. 

## Historiografia
Três tendências caracterizaram a escrita sobre Guilherme. Primeiro, os escritores inspirados pela corte o consideravam um mártir e um herói, muitas vezes aceitando acriticamente as justificativas fornecidas nas próprias memórias do Kaiser. Em segundo lugar, vieram aqueles que julgavam Guilherme completamente incapaz de lidar com as grandes responsabilidades de sua posição, um governante muito imprudente para lidar com o poder. Em terceiro lugar, depois de 1950, estudiosos posteriores procuraram transcender as paixões do início do século XX e tentaram um retrato objetivo de Guilherme e do seu governo. 
Em 8 de junho de 1913, um ano antes do início da Primeira Guerra Mundial, o The New York Times publicou um suplemento especial dedicado ao 25º aniversário da ascensão do Kaiser. A manchete do banner dizia: "Kaiser, 25 anos no poder, aclamado como o principal pacificador". A história que o acompanhava chamava-o de "o maior fator de paz que o nosso tempo pode mostrar" e creditava a Guilherme o resgate frequente da Europa à beira da guerra. Até o final da década de 1950, a Alemanha sob o último Kaiser era retratada pela maioria dos historiadores como uma monarquia quase absoluta. Em parte, porém, isso foi um engano deliberado por parte de funcionários públicos e autoridades eleitas alemãs. Por exemplo, o ex-presidente Theodore Roosevelt acreditava que o Kaiser estava no controle da política externa alemã porque Hermann Speck von Sternburg, o embaixador alemão em Washington e amigo pessoal de Roosevelt, apresentou ao presidente mensagens do chanceler von Bülow como se fossem mensagens do Kaiser. Historiadores posteriores minimizaram seu papel, argumentando que altos funcionários aprendiam regularmente a trabalhar nas costas do Kaiser. Mais recentemente, o historiador John C.G. Röhl retratou Guilherme como a figura chave na compreensão da imprudência e da queda da Alemanha Imperial.  Assim, continua a argumentar-se que o Kaiser desempenhou um papel importante na promoção das políticas de expansão naval e colonialista que causaram a deterioração das relações da Alemanha com a Grã-Bretanha antes de 1914.  

## Casamentos e descendência

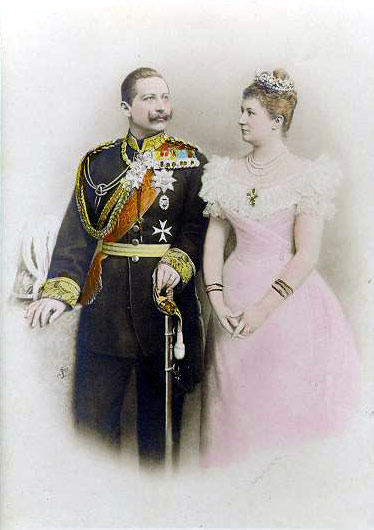
Guilherme e sua primeira esposa, Augusta Vitória

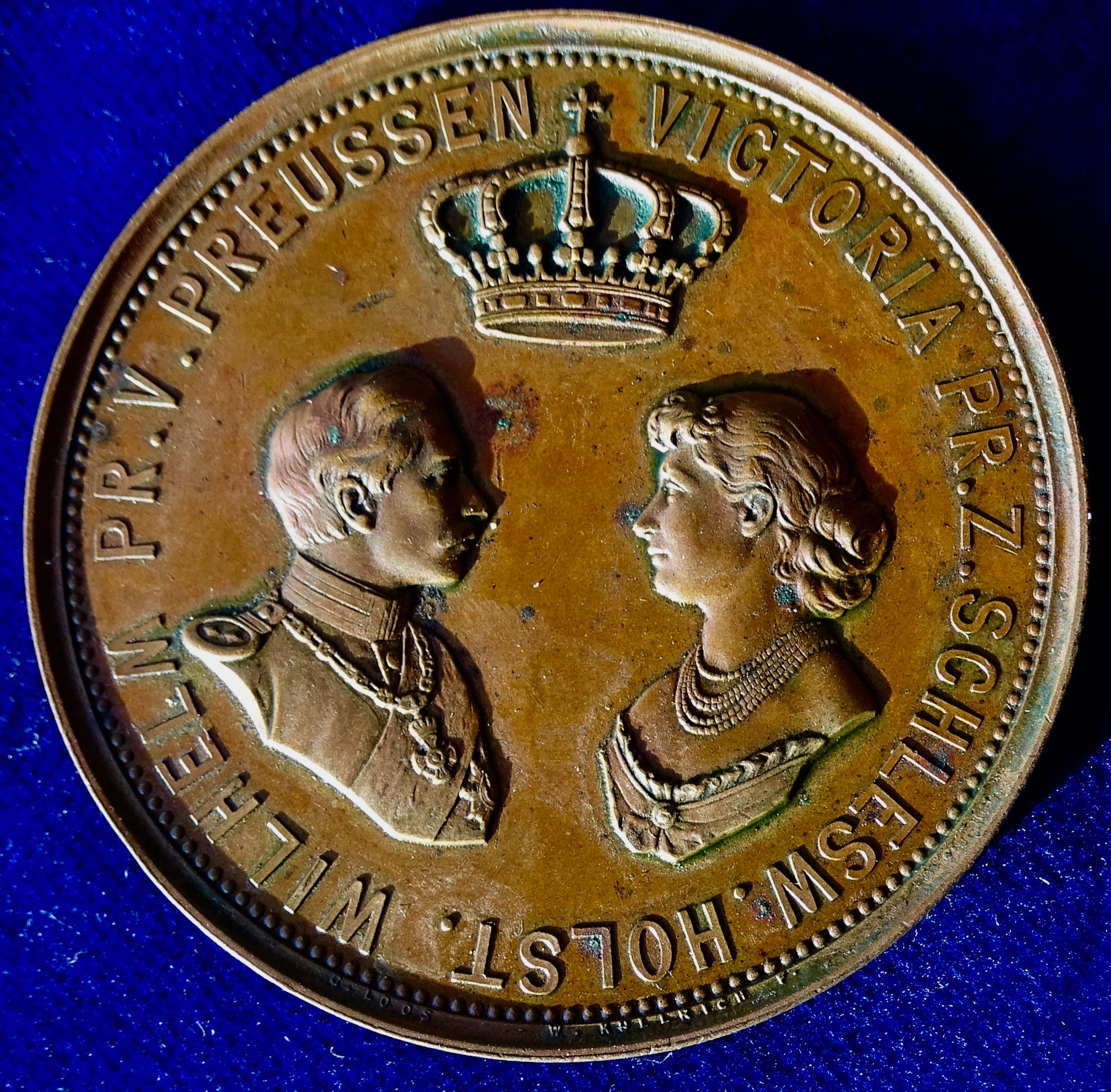
Medalha de casamento do Príncipe Guilherme e da Princesa Augusta, anverso

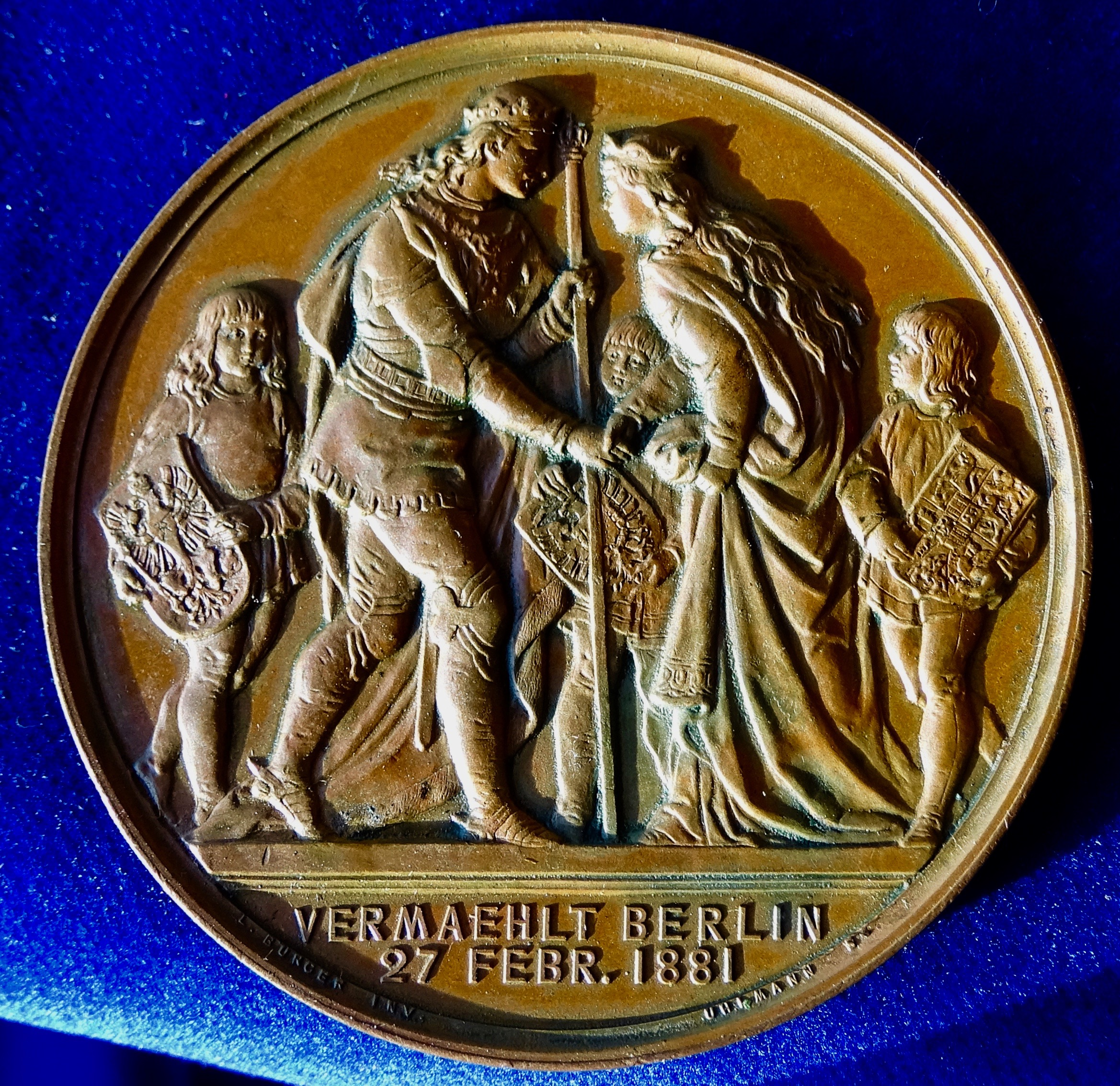
O reverso mostra o casal em trajes medievais na frente de três escudeiros carregando os escudos da Prússia, Alemanha e Schleswig-Holstein

Guilherme e sua primeira esposa, Augusta Vitória de Eslésvico-Holsácia, se casaram em 27 de fevereiro de 1881. Eles tiveram sete filhos:
| Nome                        | Nascimento             | Morte                  | Cônjuge | Filhos |
| --------------------------- | ---------------------- | ---------------------- | --- | --- |
| Príncipe Herdeiro Guilherme | 6 de maio de 1882      | 20 de julho de 1951    | Duquesa Cecília de Meclemburgo-Schwerin (casada em 1905)                                                      | Príncipe Guilherme (1906–1940) Príncipe Luís Ferdinando (1907–1994) Príncipe Humberto (1909–1950) Príncipe Frederico (1911–1966) Princesa Alexandrina (1915–1980) Princesa Cecília (1917–1975) |
| Príncipe Eitel Frederico    | 7 de julho de 1883     | 8 de dezembro de 1942  | Duquesa Sofia Carlota de Oldemburgo (casada em 1906; divorciada em 1926)                                      | Nenhum |
| Príncipe Adalberto          | 14 de julho de 1884    | 22 de setembro de 1948 | Princesa Adelaide de Saxe-Meiningen (casada em 1914)                                                          | Princesa Vitória Marina (1915) Princesa Vitória Marina (1917–1981) Príncipe Guilherme Vítor (1919–1989)                                                                                        |
| Príncipe Augusto Guilherme  | 29 de janeiro de 1887  | 25 de março de 1949    | Princesa Alexandra Vitória de Eslésvico-Holsácia-Sonderburgo-Glucksburgo (casada em 1908; divorciada em 1920) | Príncipe Alexandre Ferdinando (1912–1985) |
| Príncipe Óscar              | 27 de julho de 1888    | 27 de janeiro de 1958  | Condessa Ina Maria von Bassewitz (casada em 1914)                                                             | Príncipe Óscar (1915–1939) Príncipe Burcardo (1917–1988) Princesa Herzeleide (1918–1989) Príncipe Guilherme Carlos (1922–2007)                                                                 |
| Príncipe Joaquim            | 17 de dezembro de 1890 | 18 de julho de 1920    | Princesa Maria-Augusta de Anhalt (casada em 1916; divorciada em 1919)                                         | Príncipe Carlos Francisco (1916–1975) |
| Princesa Vitória Luísa      | 13 de setembro de 1892 | 11 de dezembro de 1980 | Ernesto Augusto, Duque de Brunsvique (casado em 1913)                                                         | Príncipe Ernesto Augusto (1914–1987) Príncipe Jorge Guilherme (1915–2006) Princesa Frederica (1917–1981) Príncipe Cristiano Óscar (1919–1981) Príncipe Welf Henrique (1923–1997)               |

A Imperatriz Augusta, conhecida carinhosamente como "Dona", era uma companheira constante de Guilherme, e sua morte em 11 de abril de 1921 foi um golpe devastador. Também ocorreu menos de um ano depois que seu filho Joaquim cometeu suicídio.

### Novo casamento

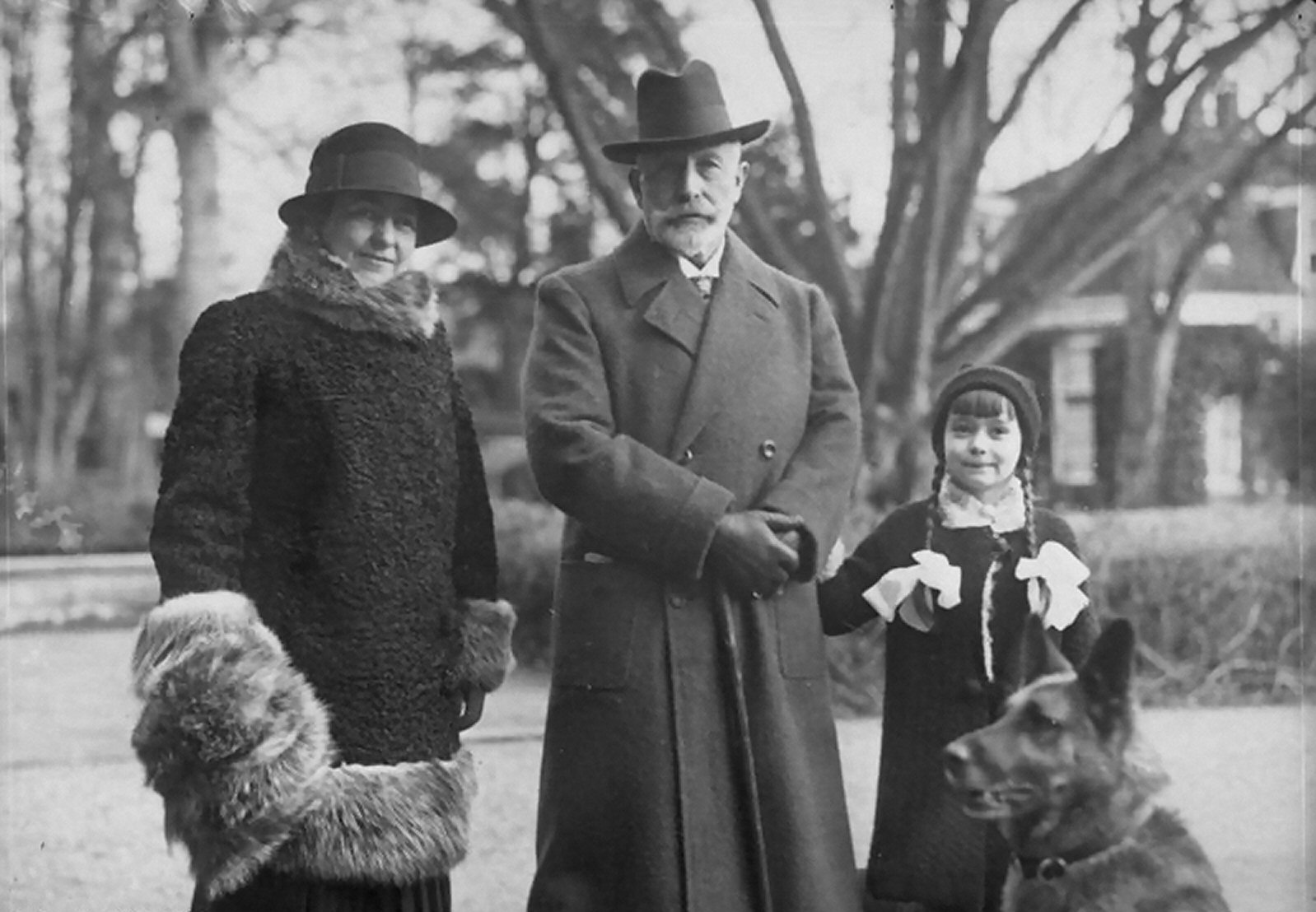
Com a segunda esposa, Hermine, e sua filha, a princesa Henriqueta

Em janeiro seguinte, Guilherme recebeu uma mensagem de aniversário de um filho do falecido príncipe Johann George Ludwig Ferdinand August Guilherme de Schönaich-Carolath. Guilherme, de 63 anos, convidou o menino e sua mãe, a princesa Hermínia Reuss de Greiz, para Doorn. Guilherme achou Hermínia, de 35 anos, muito atraente e gostava muito de sua companhia. O casal se casou em Doorn em 5 de novembro de 1922 apesar das objeções dos apoiadores monarquistas de Guilherme e seus filhos. A filha de Hermínia, a princesa Henriqueta, casou-se com o filho do falecido príncipe Joaquim, Carlos Francisco José, em 1940, mas se divorciou em 1946. Hermínia permaneceu uma companheira constante do idoso ex-imperador até sua morte.

## Religião

### Opiniões próprias
De acordo com seu papel como Rei da Prússia, o Imperador Guilherme II era um membro luterano da Igreja Evangélica Estatal das Províncias mais Antigas da Prússia. Era uma denominação protestante unida, reunindo crentes reformados e luteranos.

### Atitude em relação ao Islamismo
Guilherme II mantinha relações amigáveis com o mundo muçulmano.  Ele descreveu-se como um "amigo" de "300 milhões de muçulmanos".  Após a sua viagem a Constantinopla (que visitou três vezes — um recorde imbatível para qualquer monarca europeu)  em 1898, Guilherme II escreveu a Nicolau II que: 
| “ | Se eu tivesse chegado lá sem nenhuma religião, certamente teria me tornado muçulmano.! | ” |

Em resposta à competição política entre as seitas cristãs para construir igrejas e monumentos maiores e mais grandiosos, o que fez com que as seitas parecessem idólatras e afastou os muçulmanos da mensagem cristã.

### Antissemitismo

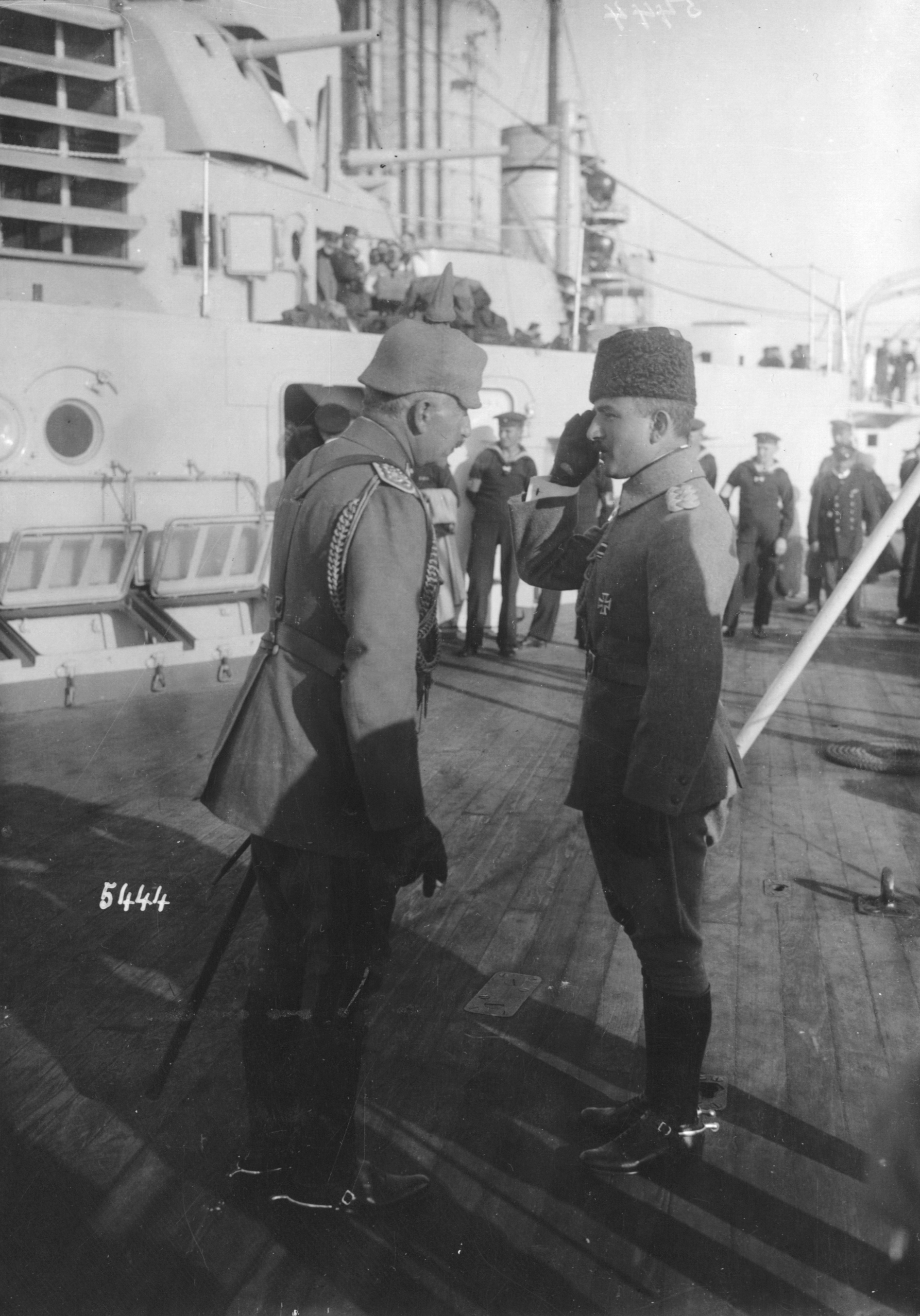
Kaiser Guilherme II com Enver Paxá, outubro de 1917. Enver foi um dos principais perpetradores do genocídio armênio.

O biógrafo de Guilherme, Lamar Cecil, identificou o "curioso, mas bem desenvolvido antissemitismo" de Guilherme, observando que em 1888 um amigo de Guilherme "declarou que a antipatia do jovem Kaiser por seus súditos hebreus, enraizada na percepção de que eles possuíam uma influência arrogante na Alemanha, era tão forte que não poderia ser superada". Cecil conclui: 
| “ | Guilherme nunca mudou e, ao longo de sua vida, acreditou que os judeus eram perversamente responsáveis, em grande parte por sua proeminência na imprensa berlinense e em movimentos políticos de esquerda, por encorajar a oposição ao seu governo. Ele tinha considerável estima por judeus, desde ricos empresários e grandes colecionadores de arte até fornecedores de artigos elegantes em lojas berlinenses, mas impedia cidadãos judeus de seguirem carreira no exército e no corpo diplomático, e frequentemente usava linguagem ofensiva contra eles. | ” |

No auge da intervenção militar alemã contra o Exército Vermelho durante a Guerra Civil Russa em 1918, o Kaiser Guilherme também sugeriu uma campanha semelhante contra os "judeus-bolcheviques" que estavam massacrando a nobreza alemã do Báltico nos estados bálticos, citando o exemplo do que os turcos fizeram aos armênios otomanos apenas alguns anos antes. 
Em 2 de dezembro de 1919, Guilherme escreveu a Mackensen, denunciando a Revolução de novembro de 1918 e sua própria abdicação forçada como a "mais profunda e repugnante vergonha já perpetrada por uma pessoa na história, que os alemães fizeram a si mesmos"....incitados e enganados pela tribo de Judá... Que nenhum alemão jamais se esqueça disto, nem descanse até que estes parasitas sejam destruídos e exterminados do solo alemão!"  Guilherme defendeu um "pogrom internacional regular de todo o mundo à la Russe" como "a melhor cura" e acreditava ainda que os judeus eram um "incómodo do qual a humanidade deve livrar-se de uma forma ou de outra. Acredito que a melhor coisa seria o gás!" 

## Documentários e filmes
- Guilherme II – Os últimos dias da monarquia alemã (título original: "Guilherme II. – Die letzten Tage des Deutschen Kaiserreichs"), sobre a abdicação e a fuga do último Kaiser alemão. Alemanha/Bélgica, 2007. Produzido pela Seelmannfilm e pela Televisão Alemã. Escrito e dirigido por Christoph Weinert. [138]
- Queen Victoria and the Crippled Kaiser, Channel 4, Secret History, série 13; primeira transmissão em 17 de novembro de 2013
- Barry Foster interpretou o adulto Guilherme II em vários episódios da série de TV da BBC de 1974, Fall of Eagles.
- Christopher Neame interpretou Guilherme II em vários episódios da série de TV da BBC de 1975, Edward the Seventh.
- Rupert Julian interpretou Guilherme II no filme de propaganda de Hollywood de 1918, The Kaiser, the Beast of Berlin.
- Alfred Struwe interpretou Guilherme no filme histórico polonês Magnat de 1987.
- Robert Stadlober interpretou um jovem príncipe herdeiro Guilherme e amigo de Rodolfo, Príncipe Herdeiro da Áustria, no aclamado filme de 2006, Kronprinz Rudolf (O Príncipe Herdeiro).
- Ladislav Frej interpretou o Kaiser no filme The Red Baron de 2008.
- Rainer Sellien interpretou Guilherme II na minissérie da BBC de 2014, 37 Days.
- Christopher Plummer interpretou um deprimido Guilherme II exilado em Huis Doorn no drama romântico de guerra The Exception, de 2016.
- Sylvester Groth interpretou Guilherme II durante seus últimos dias como imperador na minissérie Kaisersturz ("A Queda do Imperador") de 2018.
- Tom Hollander interpretou Guilherme II no filme The King's Man de 2021.[139]

## Brasões, ordens e condecorações

### Brasões
|                                  |                                    |                                  |
| Brasão Menor do Imperador Alemão | Brasão Central do Imperador Alemão | Brasão Maior do Imperador Alemão |

|                                  |                                |
| Brasão Central do Rei da Prússia | Brasão Maior do Rei da Prússia |

### Honras alemãs
Fonte: 
- Prussia:
  - Cavaleiro da Águia Negra, 27 de janeiro de 1869; com Colar, 1877[143]
  - Grã-Cruz da Águia Vermelha, 27 de janeiro de 1869
  - Cavaleiro da Coroa Prussiana, 1ª Classe, 27 de janeiro de 1869[143]
  - Comandante Grã-Cruz da Ordem da Casa Real de Hohenzollern, 27 de janeiro de 1869[143]
  - Fundador da Cruz de Mérito Feminina, 25 de abril de 1892[144]
  - Fundador da Ordem de Guilherme, 18 de janeiro de 1896[145]
  - Fundador da Medalha da Cruz Vermelha, 1 de outubro de 1898
  - Fundador da Cruz de Jerusalém, 31 de outubro de 1898[146]
  - Fundador da Ordem do Mérito da Coroa Prussiana, 18 de janeiro de 1901[145]
  - Cruz de Ferro, 1ª Classe, 1914; Grã-Cruz, 11 de dezembro de 1916[147]
  - Pour le Mérite (militar), 16 de fevereiro de 1915; com Folhas de Carvalho, 12 de maio de 1915[147]
- Hohenzollern: Cruz de Honra da Ordem da Casa Principesca de Hohenzollern, 1ª Classe
- Ducado de Anhalt:
  - Grã-Cruz de Alberto, o Urso, 1884[148]
  - Cruz de Frederico, 1914
- Grão-Ducado de Baden:
  - Cavaleiro da Ordem de Fidelidade, 1877[149]
  - Cavaleiro da  Ordem de Berthold, o Primeiro, 28 de julho de 1877
  - Grã-Cruz da Ordem de Mérito Militar de Carlos Frederico, 1 de novembro de 1914
- Reino da Baviera:
  - Cavaleiro de Santo Huberto, 1881[150]
  - Grã-Cruz da Ordem Militar de Maximiliano José, 1 de novembro de 1914
- Ducado de Brunswick:
  - Grã-Cruz de Henrique, o Leão, 1881[151]
  - Cruz de Mérito de Guerra, 1914
- Ducados Ernestinos:
  - Grã-Cruz da Ordem da Casa Saxe-Ernestina, 1877[152]
  - Cruz de Mérito na Guerra (Meiningen), 15 de outubro de 1917
- Cidades Hanseáticas Livres: Cruzes Hanseáticas, 15 de outubro de 1917
- Grão-Ducado de Hesse e do Reno:[153]
  - Grã-Cruz da Ordem de Luís, 2 de abril de 1872
  - Cavaleiro do Leão de Ouro, com Colar, 19 de abril 1894
- Principado de Lipa: Cruz de Serviço de Guerra, 1ª Classe, 15 de outubro de 1917
- Grão-Ducado de Meclemburgo-Strelitz:
  - Grã-Cruz da Coroa Vendica, com Coroa em Minério
  - Cruz de Mérito Militar, 1ª Classe (Schwerin), 15 de outubro de 1917
- Grão-Ducado de Oldemburgo:
  - Grã-Cruz da Ordem do Duque Pedro Frederico Luís, com Coroa e Colar de Ouro, 18 de fevereiro de 1878[154]
  - Cruz de Frederico Augusto, 15 de outubro de 1917
- Grão-Ducado de Saxe-Weimar-Eisenach: Grã-Cruz do Falcão Branco, 1877[155]
- Reino da Saxônia:
  - Cavaleiro da Coroa de Arruda, 28 de julho de 1877
  - Grã-Cruz da Ordem Militar de Santo Henrique, 22 de outubro de 1914
- Principado de Eschaumburgo-Lipa: Cruz de Serviço, 1914
- Reino de Württemberg:
  - Grã-Cruz da Coroa de Württemberg, 1877[156]
  - Grã-Cruz da Ordem do Mérito Militar, 11 de novembro de 1914

### Honras estrangeiras
Fonte: 
- Áustria-Hungria:[160]
  - Grã-Cruz da Ordem Real Húngara de Santo Estêvão, 1872
  - Grã-Cruz da Ordem Militar de Maria Teresa, 1914
- Bélgica: Grande Cordão da Ordem de Leopoldo (militar), 9 de outubro de 1884
- Império do Brasil: Grã-Cruz do Cruzeiro do Sul, 28 de julho de 1877
- Principado da Bulgária:
  - Grã-Cruz de Santo Alexandre, 28 de julho de 1877
  - Cavaleiro dos Santos Cirilo e Metódio, com Colar, 1912
  - Grã-Cruz da Ordem do Mérito Militar, 18 de janeiro de 1916
  - Ordem de Bravura, 1ª Classe, 11 de outubro de 1917[161]
- Dinamarca:[162]
  - Cavaleiro do Elefante, 28 de novembro de 1879
  - Cruz de Honra da Ordem de Dannebrog, 18 de fevereiro de 1906
- Finlândia: Grã-Cruz da Cruz da Liberdade, com Espadas e Diamantes, 30 de junho de 1918[163]
- Reino da Grécia: Grã-Cruz do Redentor
- Reino do Havaí: Grã-Cruz da Ordem de Kamehameha I, 1881[164]
- Reino da Itália:
  - Cavaleiro da Anunciação, 24 de setembro de 1873[165]
  - Grã-Cruz dos Santos Maurício e Lázaro
  - Grã-Cruz da Ordem Militar de Saboia, 8 de setembro de 1889
  -  Família Grão-Ducal da Toscana: Grã-Cruz de São José, 9 de outubro de 1884
- Ordem Soberana e Militar de Malta: Grã-Cruz de Honra e Devoção com Dignidade de Balio
- Império do Japão: Grande Cordão da Ordem do Crisântemo, 24 de setembro de 1886; Colar, 10 de dezembro de 1894[166]
- Principado de Montenegro: Grã-Cruz da Ordem do Príncipe Danilo I, 28 de julho de 1877
- Países Baixos:
  - Grã-Cruz do Leão Neerlandês, 28 de julho de 1877
  - Grã-Cruz da Ordem Militar de Guilherme, 8 de setembro de 1889[167]
  - Grã-Cruz da Ordem da Casa de Orange, 4 de maio de 1905
- Noruega:
  - Grã-Cruz de Santo Olavo, com Colar, 1 de agosto de 1888[168]
  - Cavaleiro do Leão Norueguês, 27 de janeiro de 1904[169]
- Império Otomano:
  - Ordem da Casa de Osmã, 30 de novembro de 1898
  - Ordem de Osmanieh, 1ª Classe em Diamantes
  - Ordem de Distinção
  - Ordem da Glória em Diamantes, 15 de outubro de 1917
  - Medalha de Serviço de Guerra, 15 de outubro de 1917
- Reino de Portugal:
  - Grã-Cruz da Torre e Espada, 9 de outubro de 1884; com Colar, 1888
  - Grã-Cruz da Banda das Duas Ordens
- Império Russo:
  - Cavaleiro de Santo André, 1872
  - Cavaleiro de Santo Alexandre Nevsky, 1872
  - Cavaleiro da Águia Branca, 1872
  - Cavaleiro de Santa Ana, 1ª Classe, 1872
  - Cavaleiro de Santo Estanislau, 1ª Classe, 1872
- Reino da Romênia:
  - Grã-Cruz da Estrela da Romênia, 28 de julho de 1877
  - Grã-Cruz da Coroa da Romênia, 28 de julho de 1877
  - Colar da Ordem de Carlos I, 1906[170]
- San Marino: Grã-Cruz de San Marino, 9 de outubro de 1884
- Principado da Sérvia:
  - Grã-Cruz da Cruz de Takovo, 28 de julho de 1877
  - Grã-Cruz da Águia Branca
- Sião:
  - Grã-Cruz da Coroa do Sião, 28 de julho de 1877
  - Cavaleiro da Ordem da Casa Real de Chakri, 15 de julho de 1891
- Espanha: Cavaleiro do Tosão de Ouro, 8 de novembro de 1875[171]
- Suécia:
  - Cavaleiro dos Serafins, 25 de abril de 1878; com Colar, 1 de novembro de 1888[172]
  - Comandante Grã-Cruz da Ordem de Vasa, com Colar, 30 de julho de 1909[173]
- Reino Unido da Grã-Bretanha e Irlanda:
  - Cavaleiro Estrangeiro Companheiro da Jarreteira, 27 de janeiro de 1877[174] (expulso em 1915)
  - Cavaleiro da Justiça de São João, 1888 (expulso em 1915)
  - Grã-Cruz Honorário da Real Ordem Vitoriana, 21 de novembro de 1899[175] (expulso em 1915)
  - Destinatário do Real Colar Vitoriano, 9 de novembro de 1902[176] (expulso em 1915)
- Venezuela: Colar da Ordem do Libertador, 4 de maio de 1905